# スカイピア

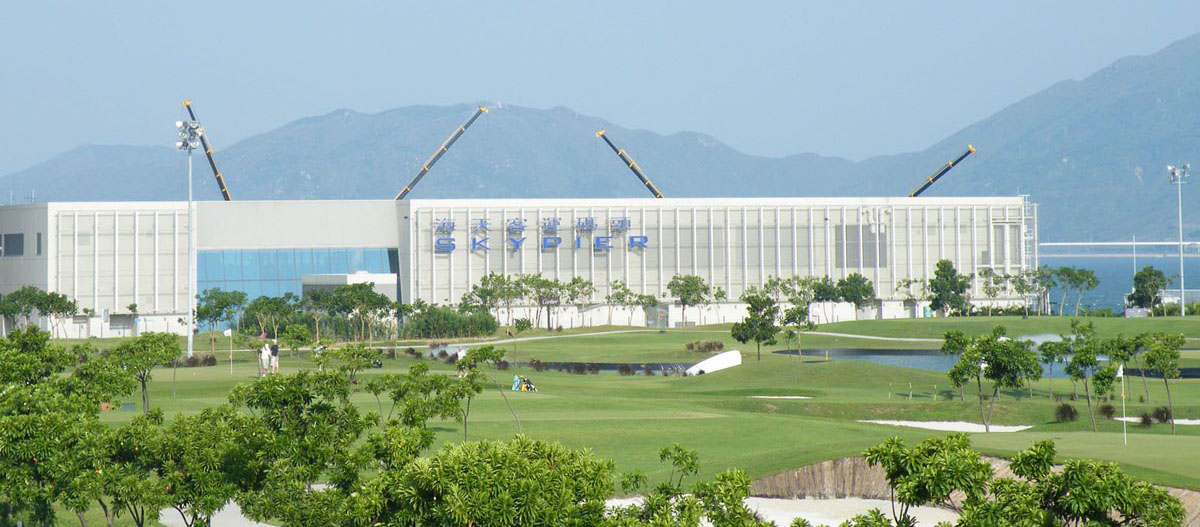
スカイピア全景（2011年）

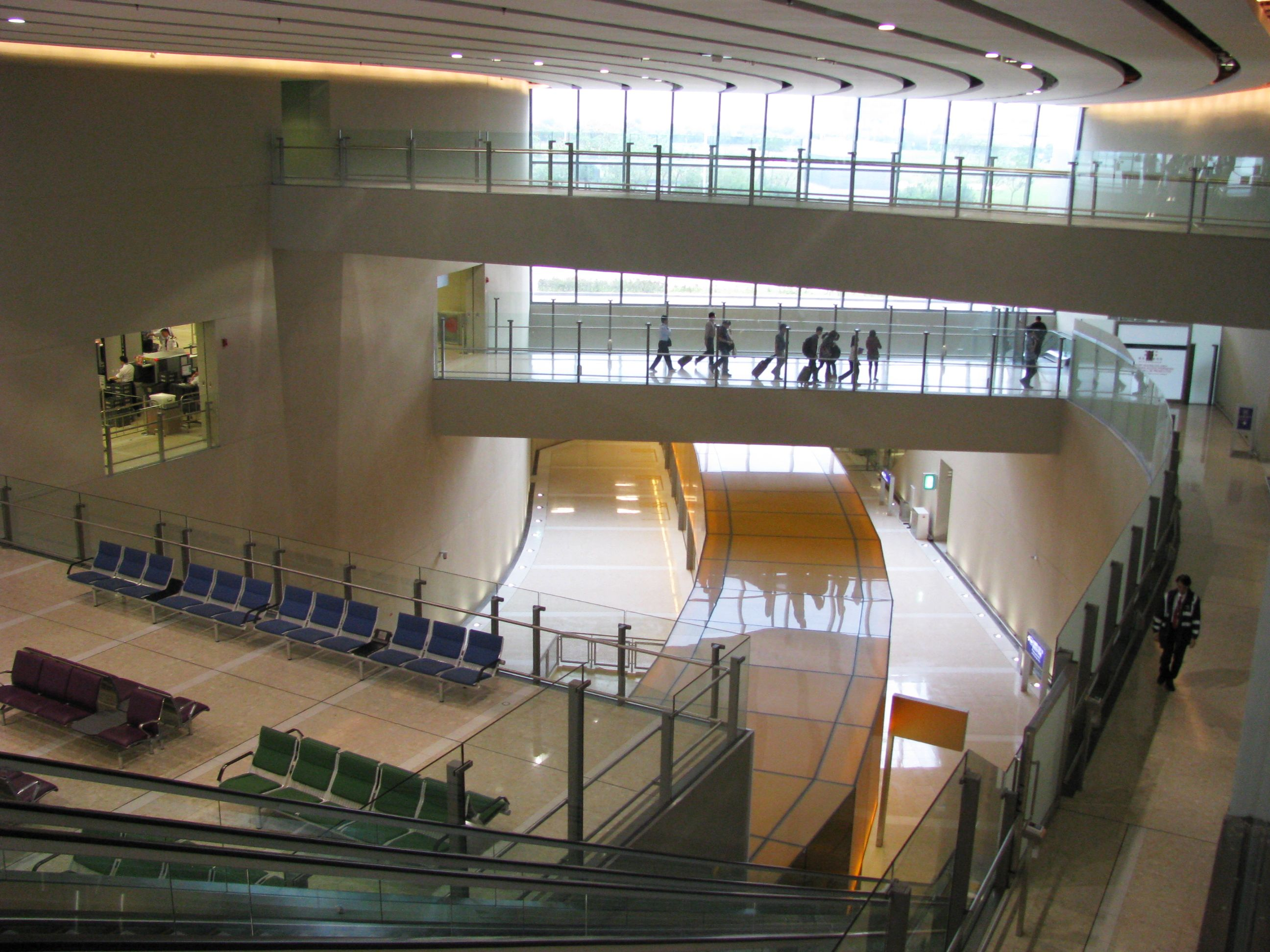
埠頭ロビー

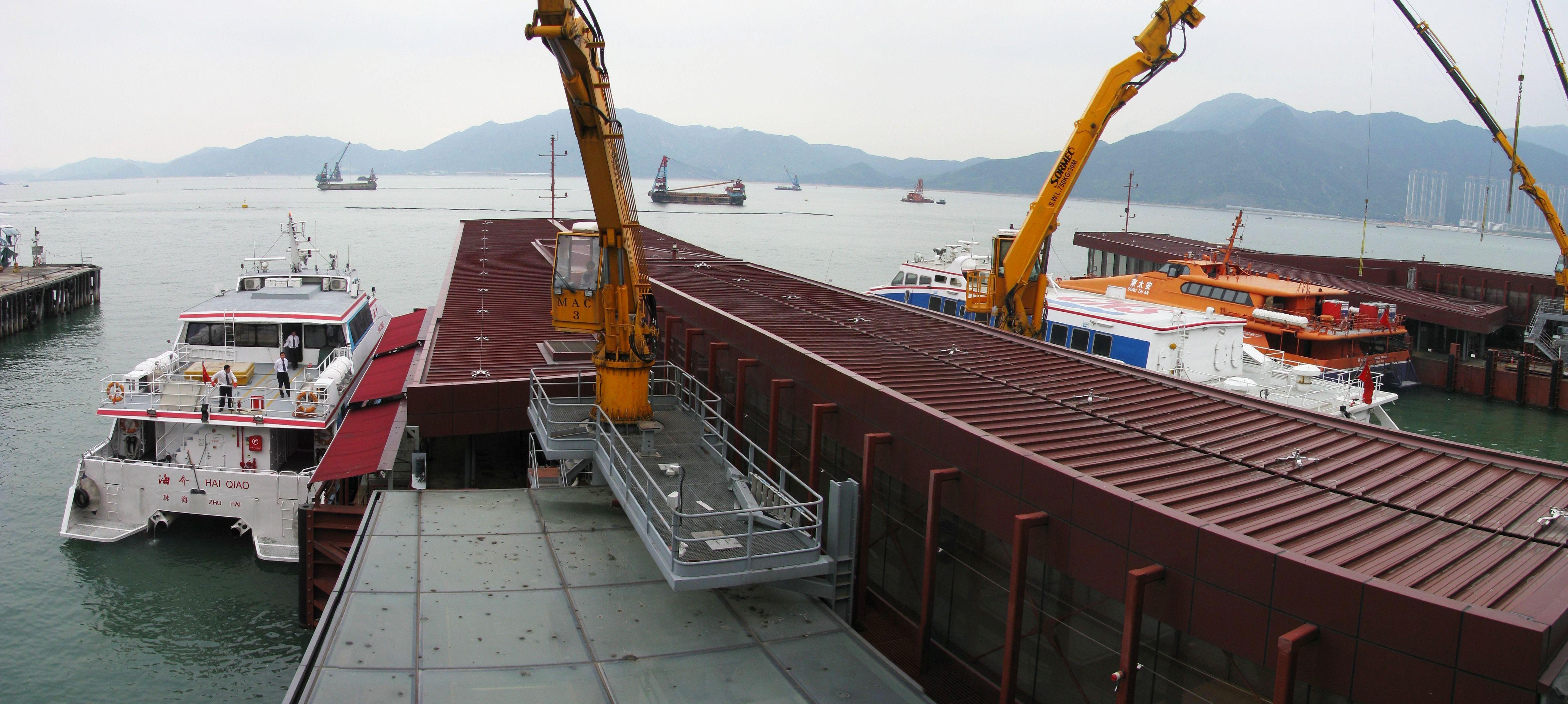
埠頭バース（2012年）

スカイピア（英語: SkyPier、中国語: 海天客運碼頭）は香港国際空港に隣接する乗り継ぎフェリーターミナルである。珠江デルタ各都市やマカオへ向かう乗客は、香港国際空港到着後、同地への入境手続きをせずにフェリーで目的地に行き、その国で入境手続きを行える。

## 設施

### 埠頭制限区域（保安検査未通過区域）
- 1/F - 香港国際空港新交通システムプラットフォーム
- 3/F - 到着ロビー：下船ターミナル3-6番、保安検査場
- 4/F - 乗船ロビー：セブンイレブン、外国為替両替所、乗船ターミナル3-6番

### 空港保安区域（空港保安検査通過区域）
- 1/F - 香港国際空港新交通システムプラットフォーム

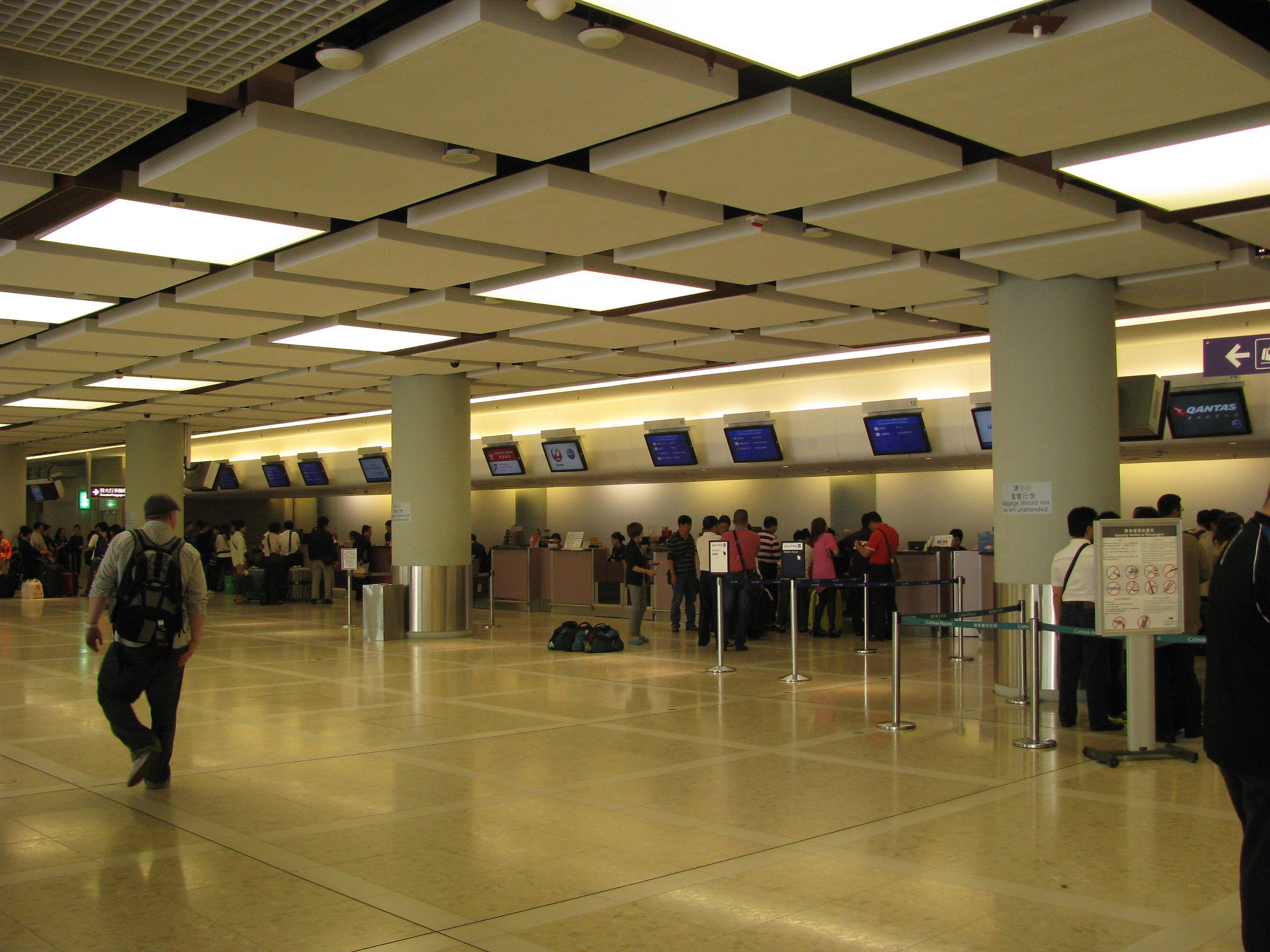
埠頭チェックインカウンター

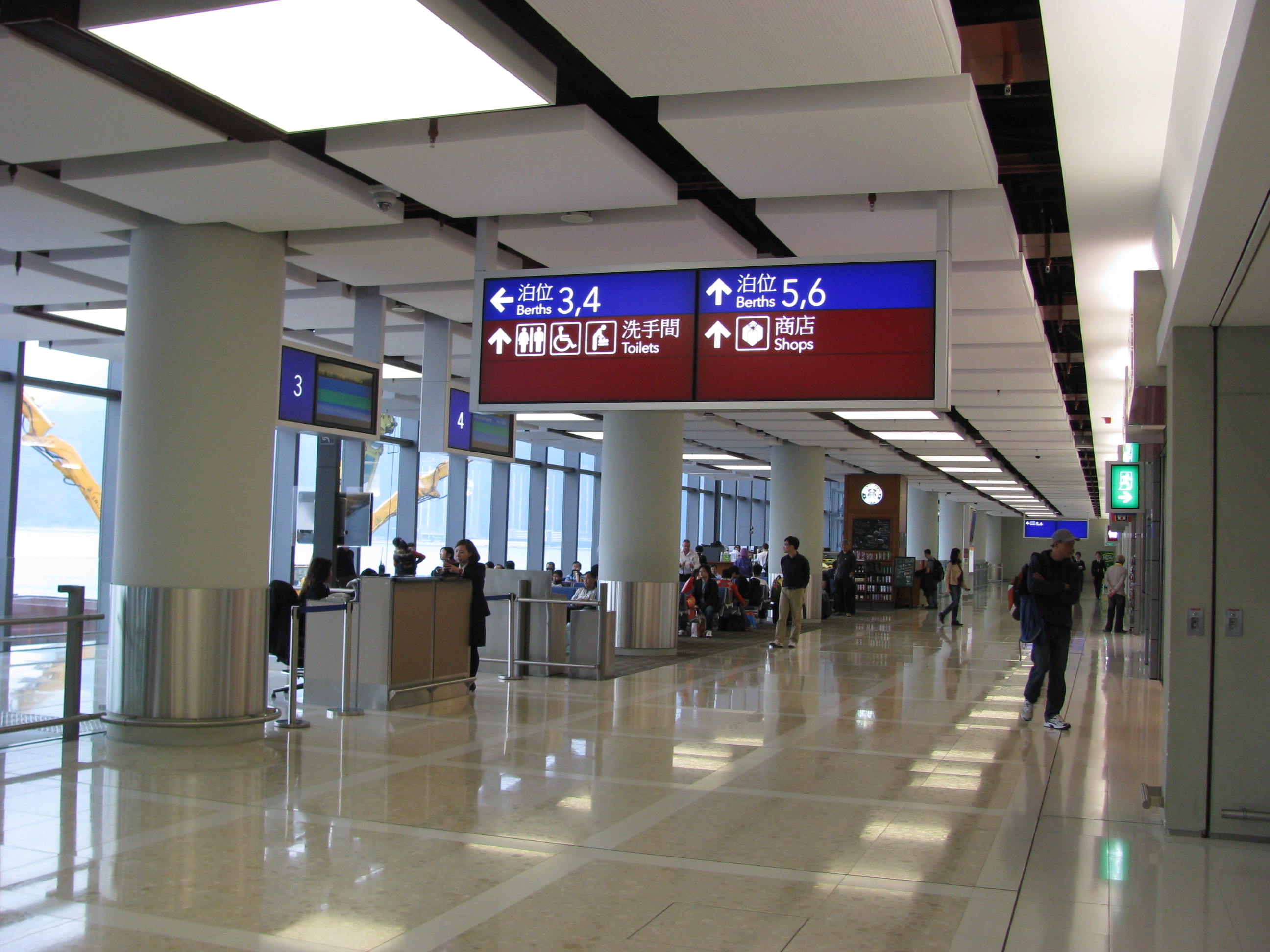
埠頭搭乗ゲート待合所（2012年）

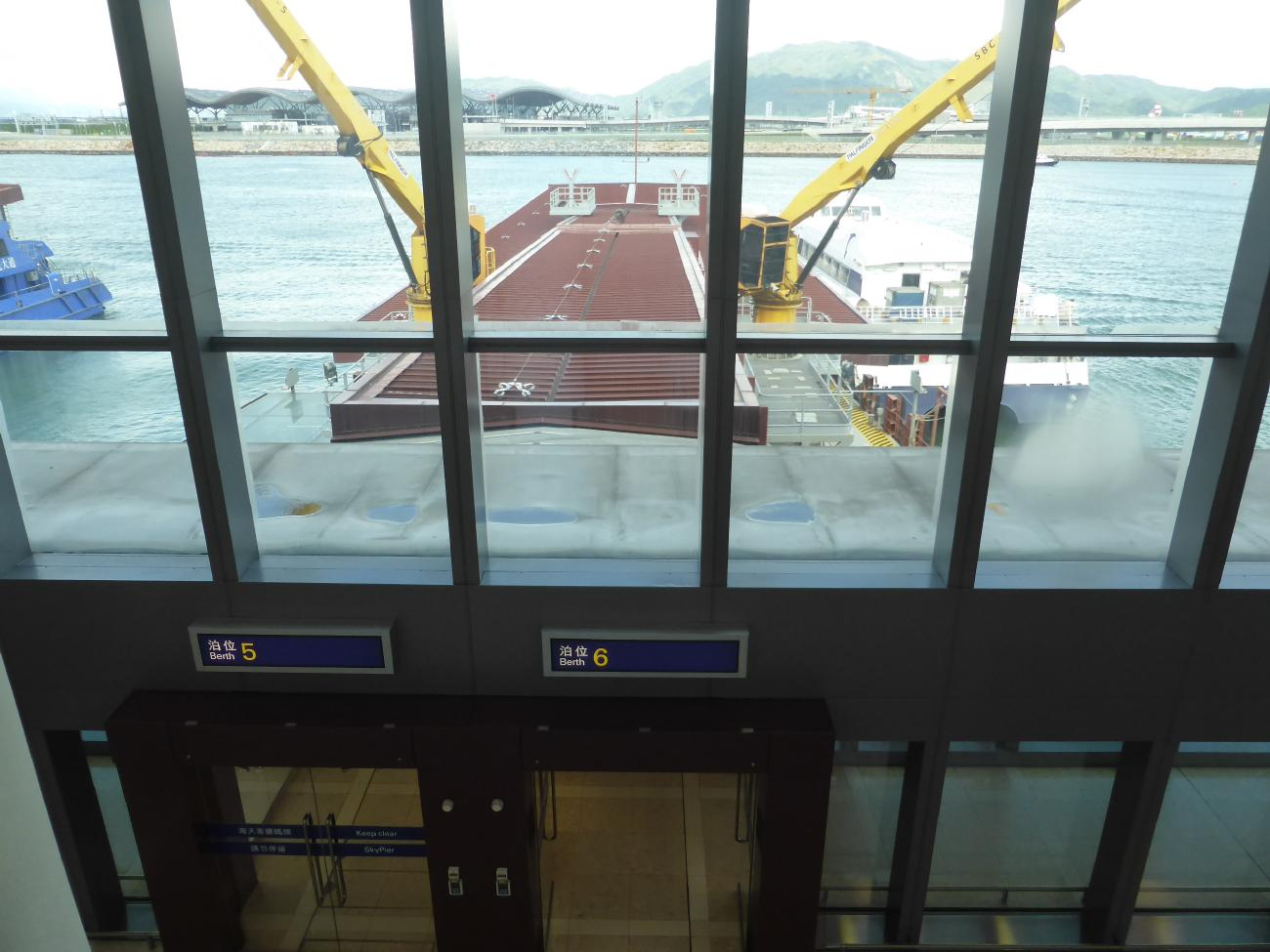
埠頭搭乗ゲート（2019年）

- 3/F - 到着ロビー：保安検査場

## 航路
2019年現在、スカイピアを就航している船会社は3社、12航路を運航している。
珠江客運
- スカイピア ↔ 中山中山港
- スカイピア  ↔ 深圳蛇口クルーズセンター
- スカイピア  ↔ 東莞虎門太平港
- スカイピア  ↔ 珠海九洲港
- スカイピア  ↔ 深圳福永埠頭（深圳空港）
- スカイピア  ↔ 広州蓮花山港

噴射飛航
- スカイピア ↔ マカオ外港フェリーターミナル
- 深圳蛇口クルーズセンター → スカイピア

金光飛航
- スカイピア ↔ マカオ

## ギャラリー

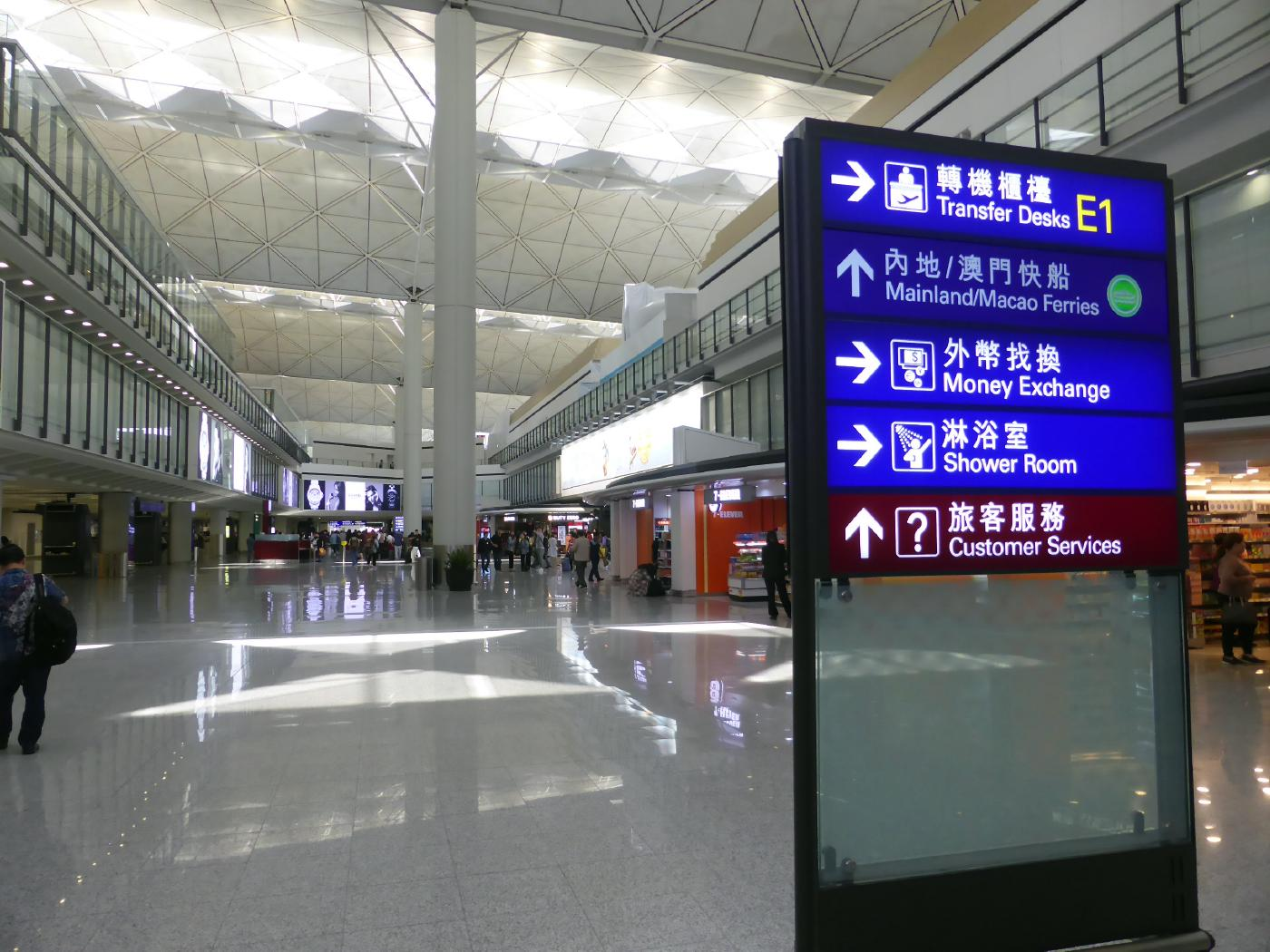
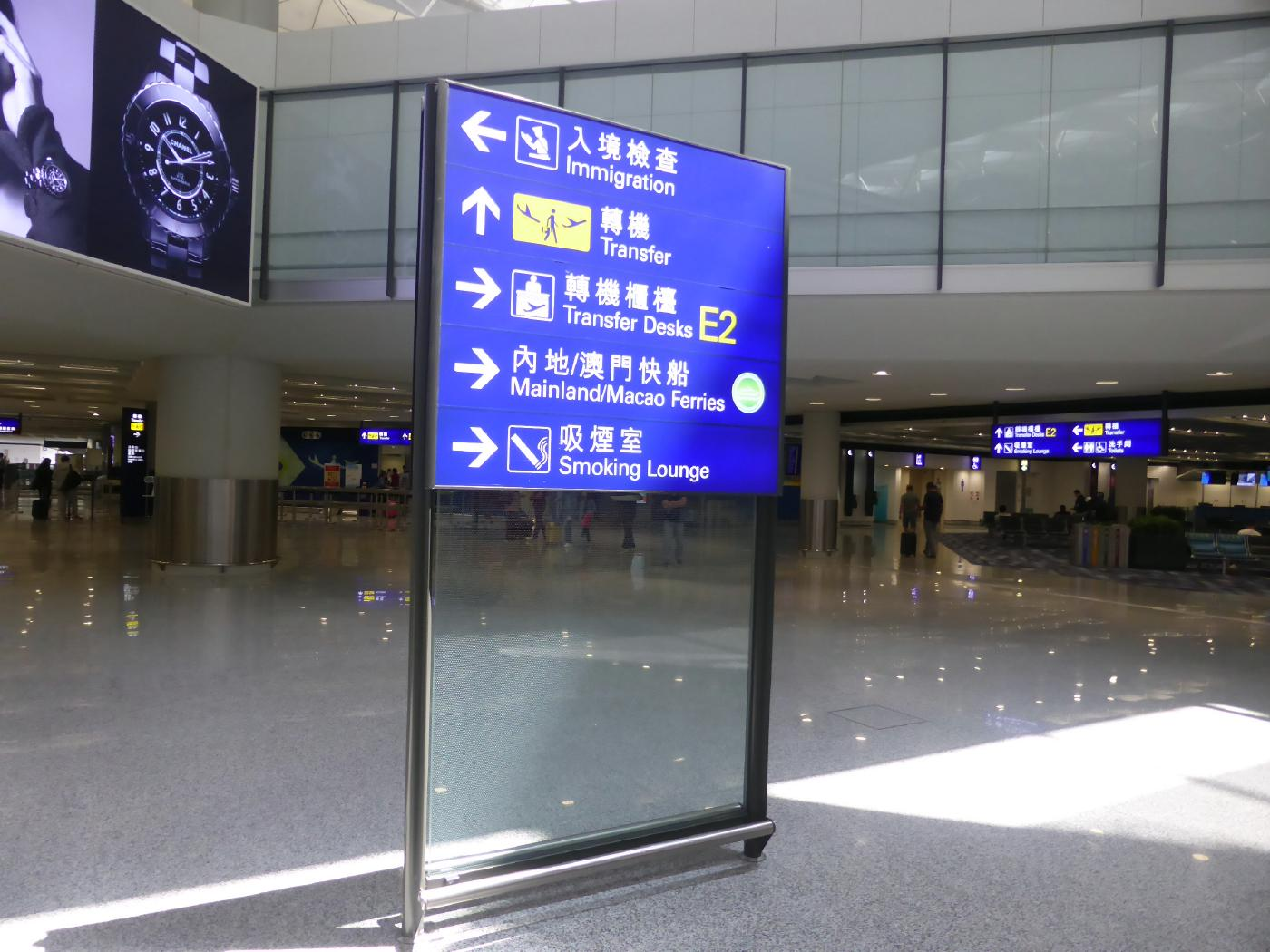
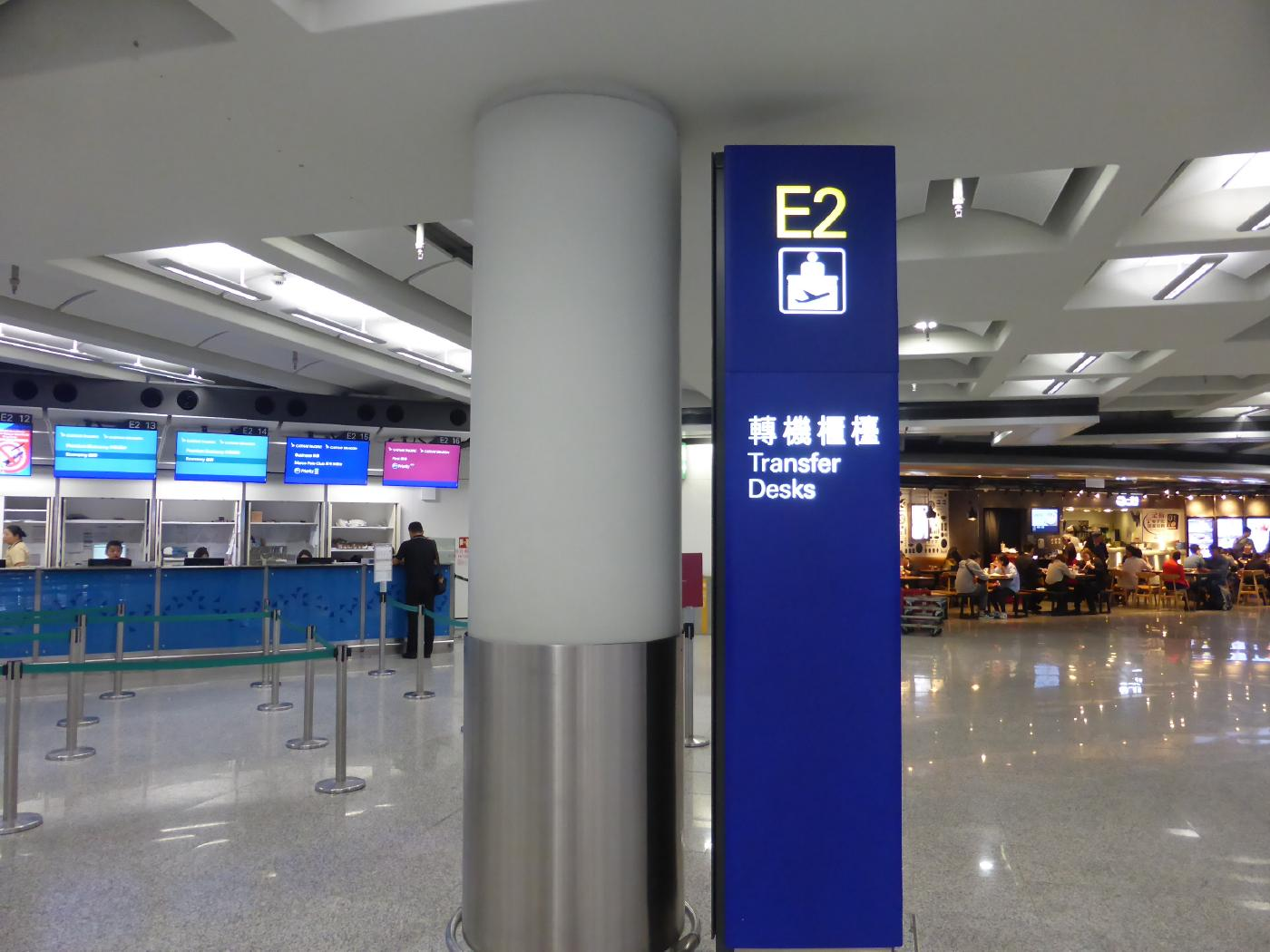
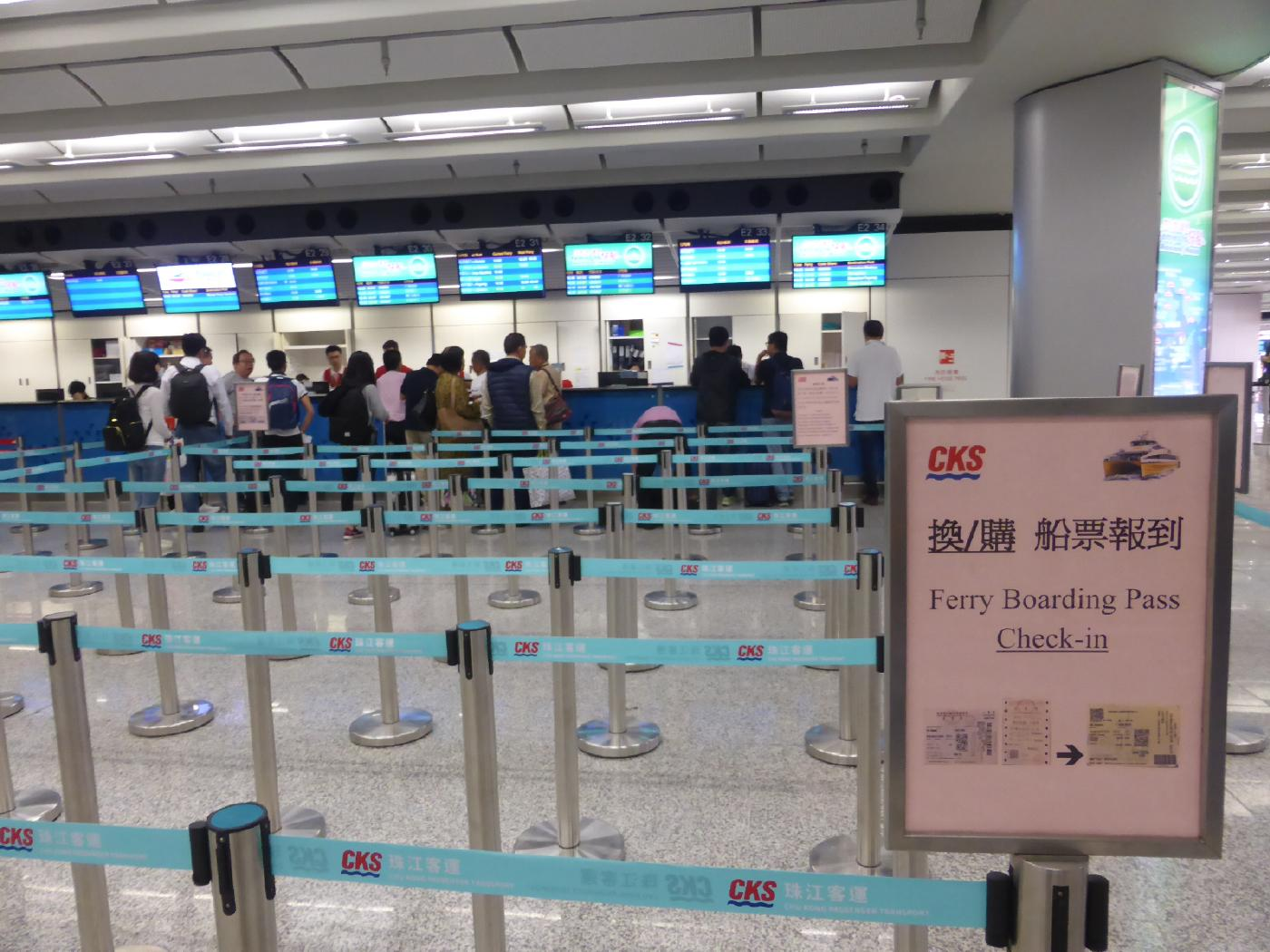
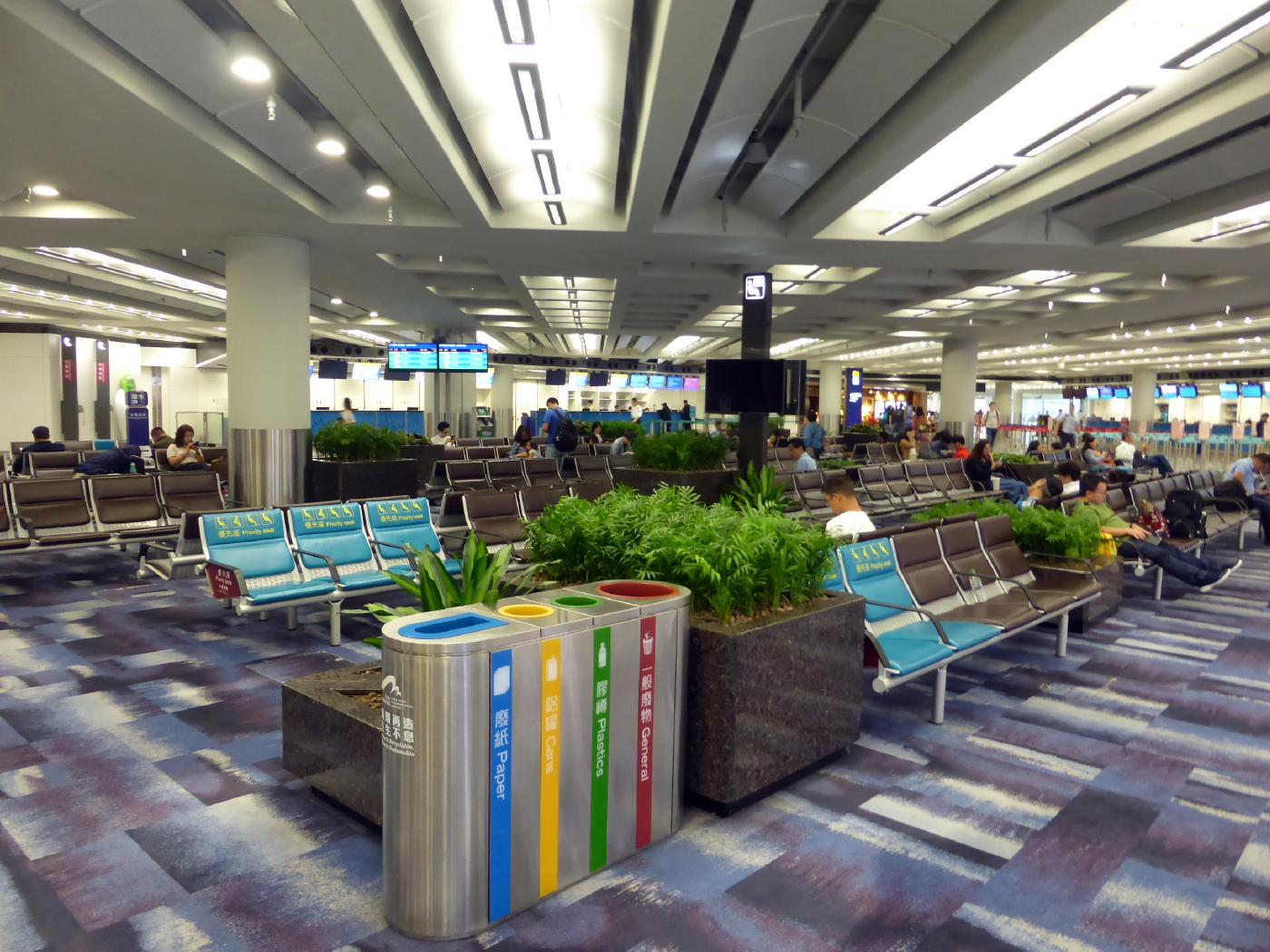
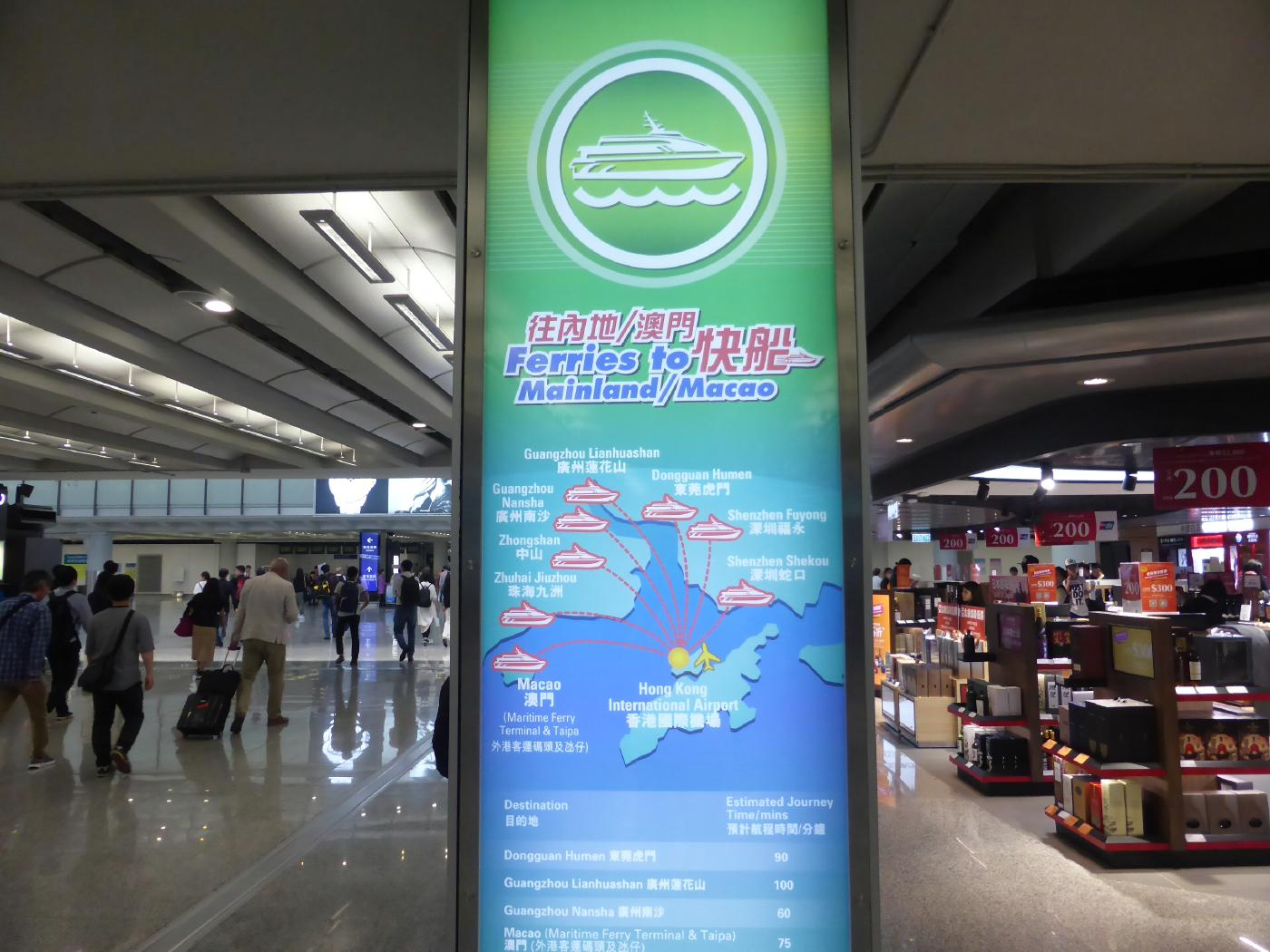
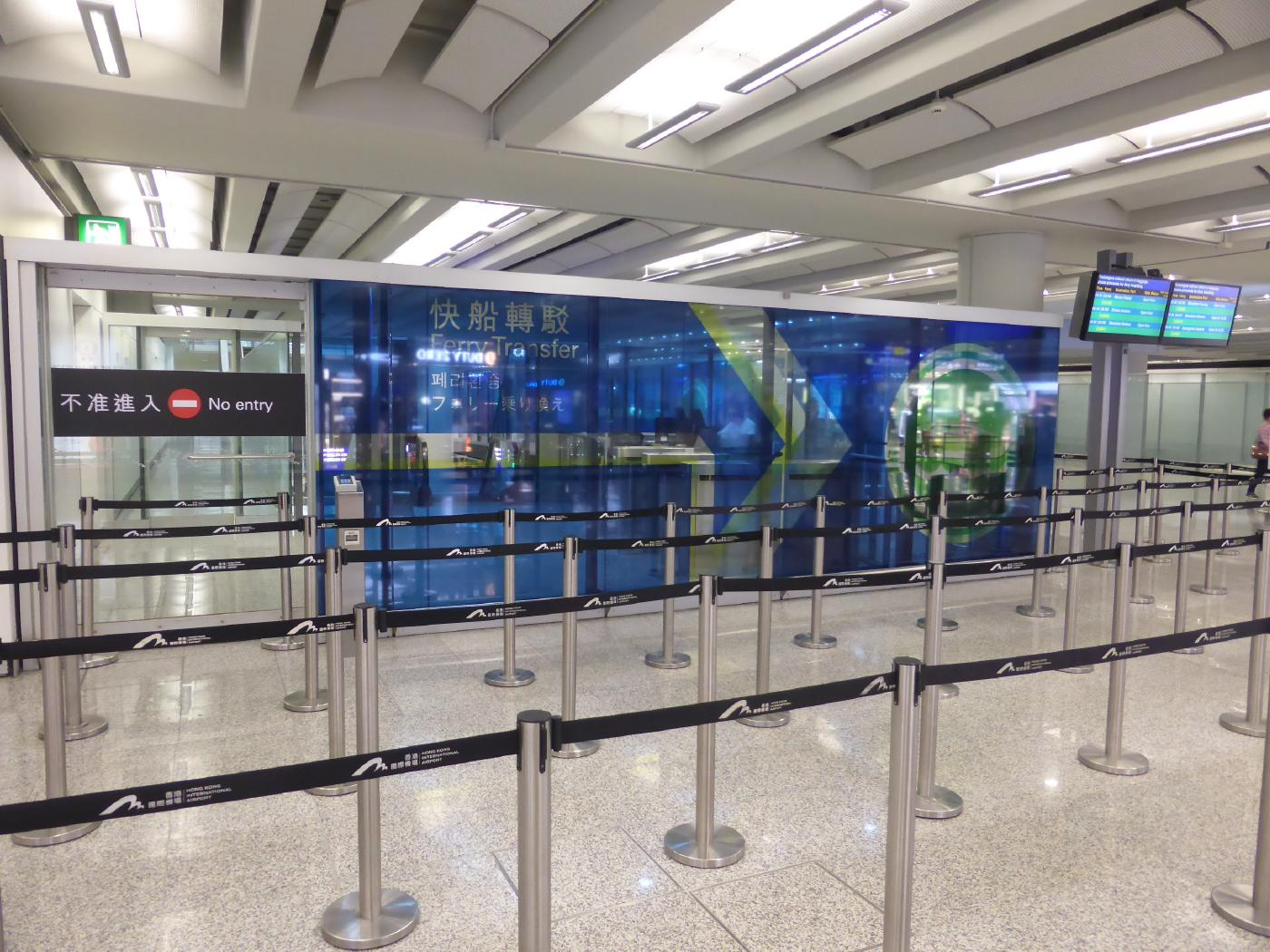
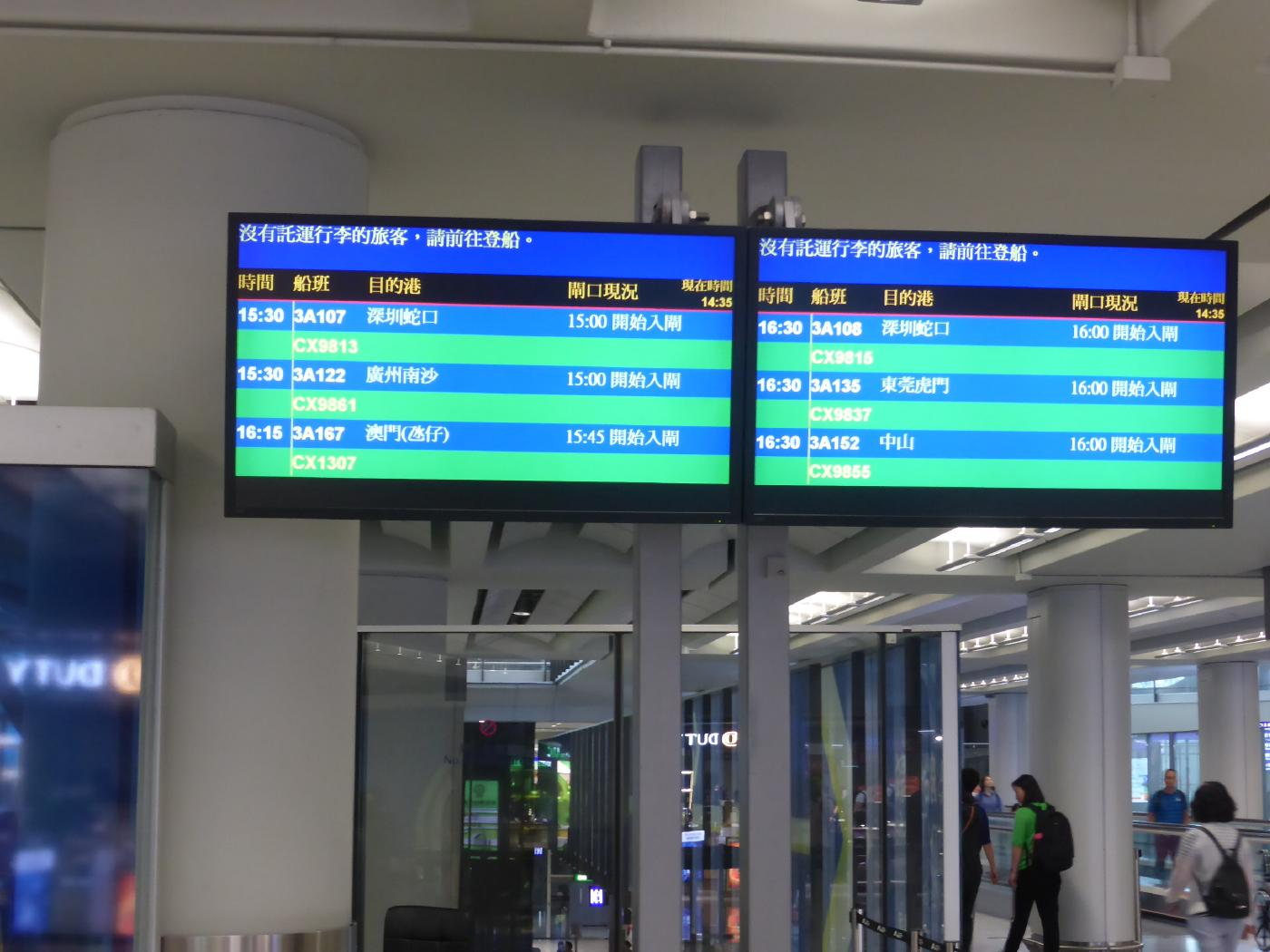
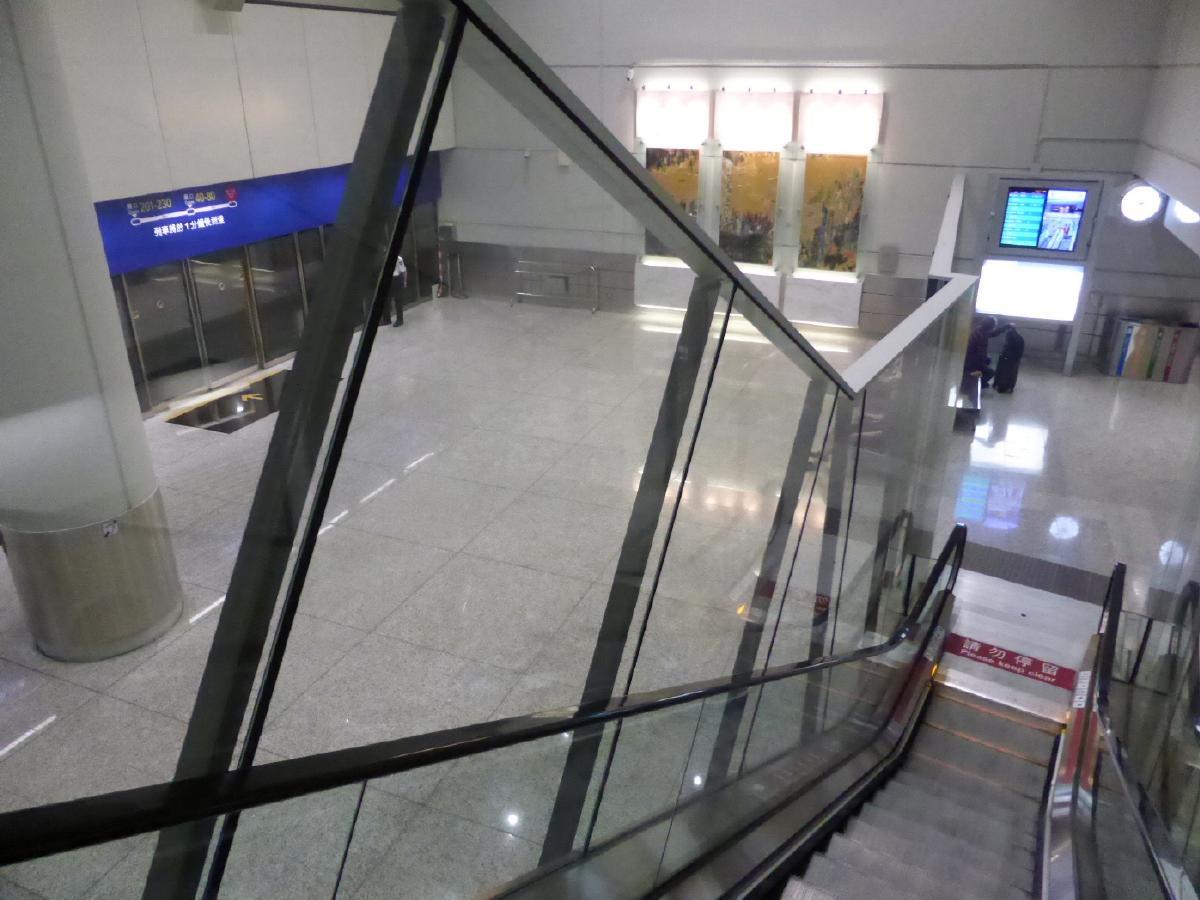
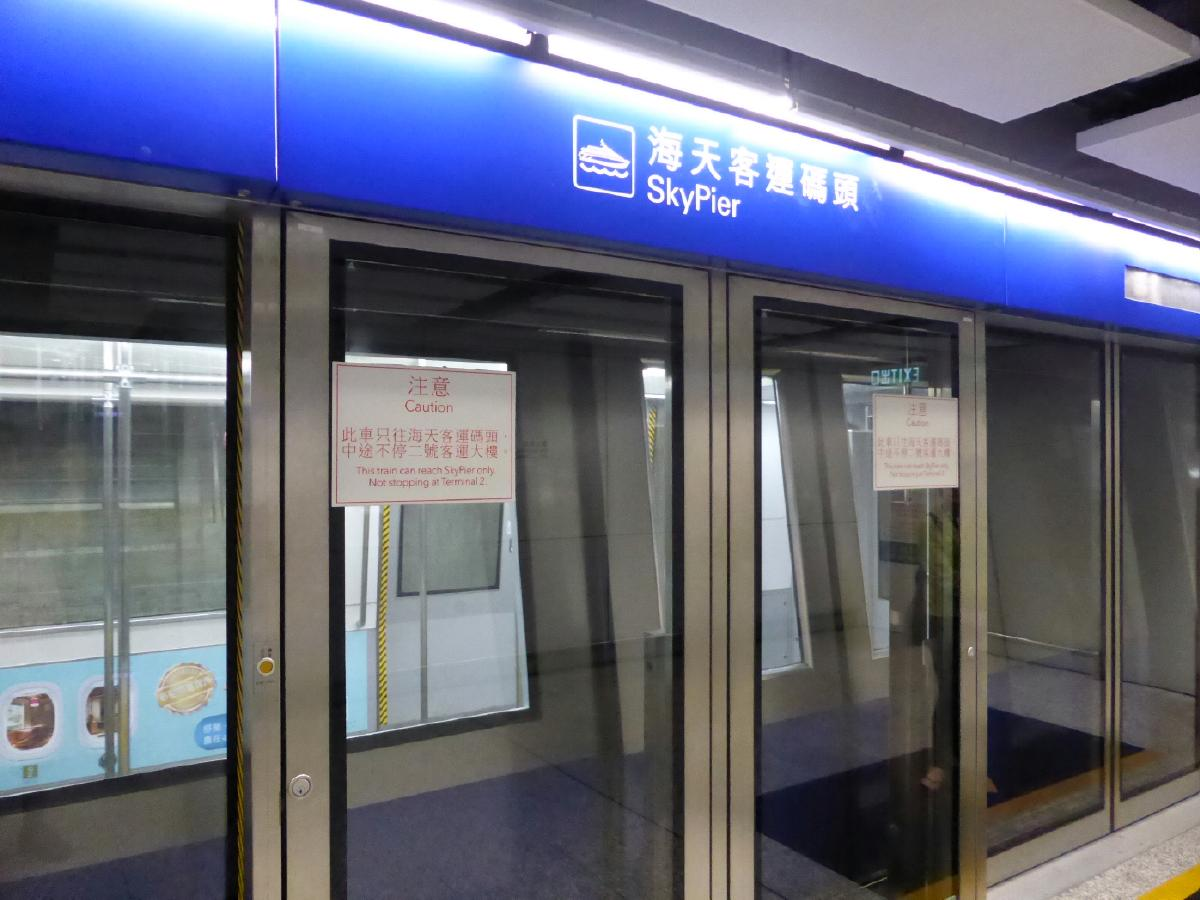
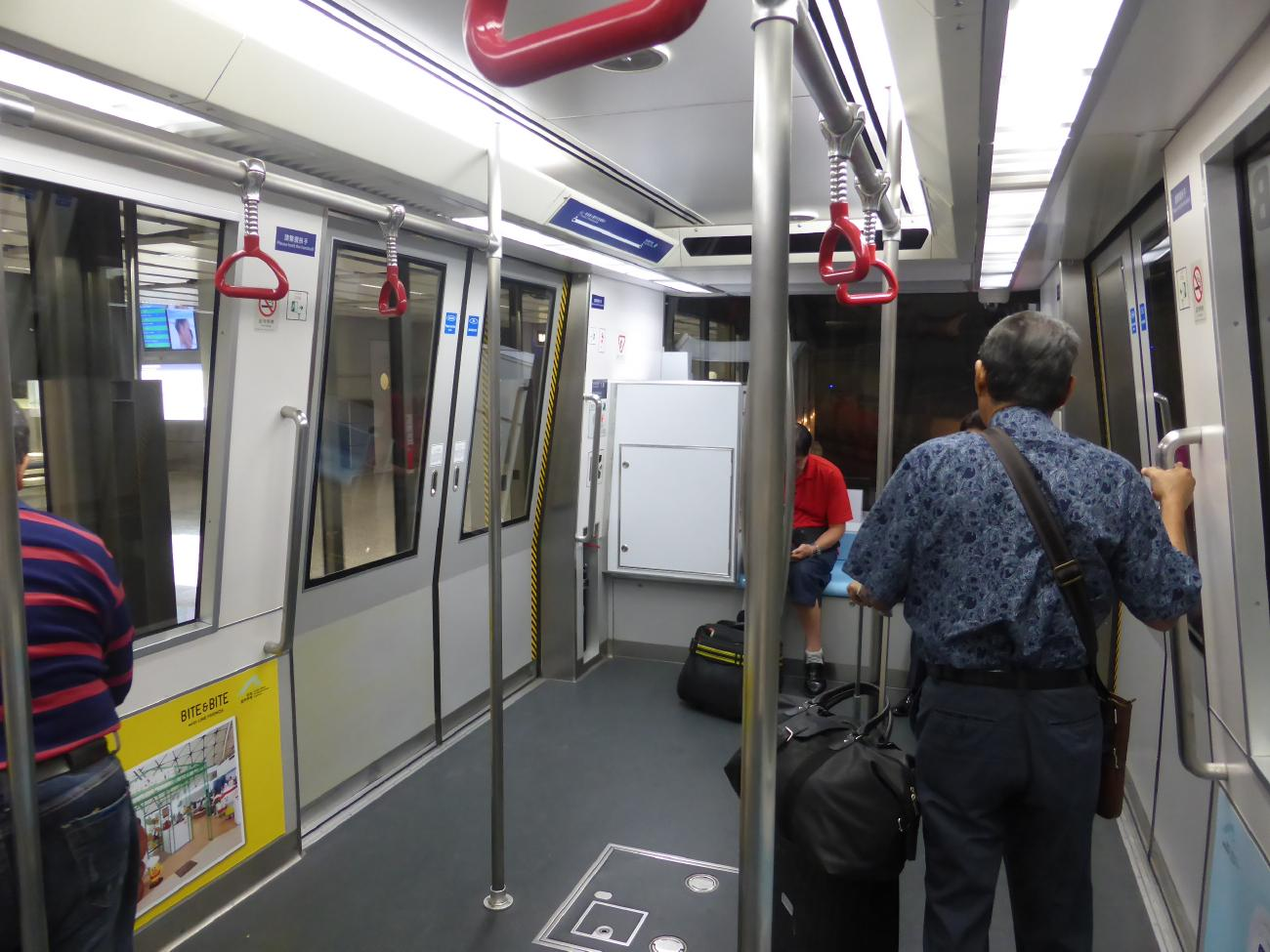
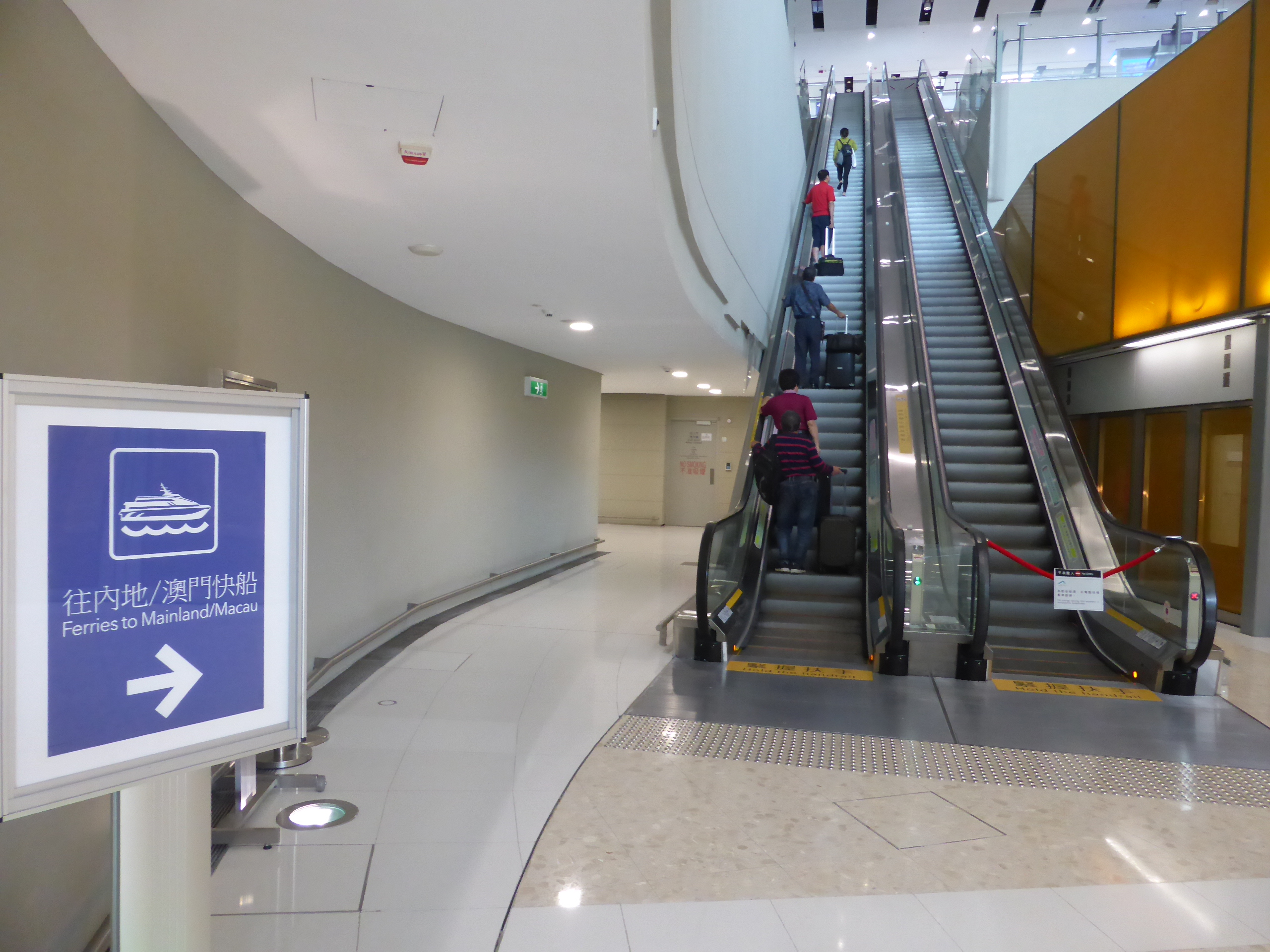
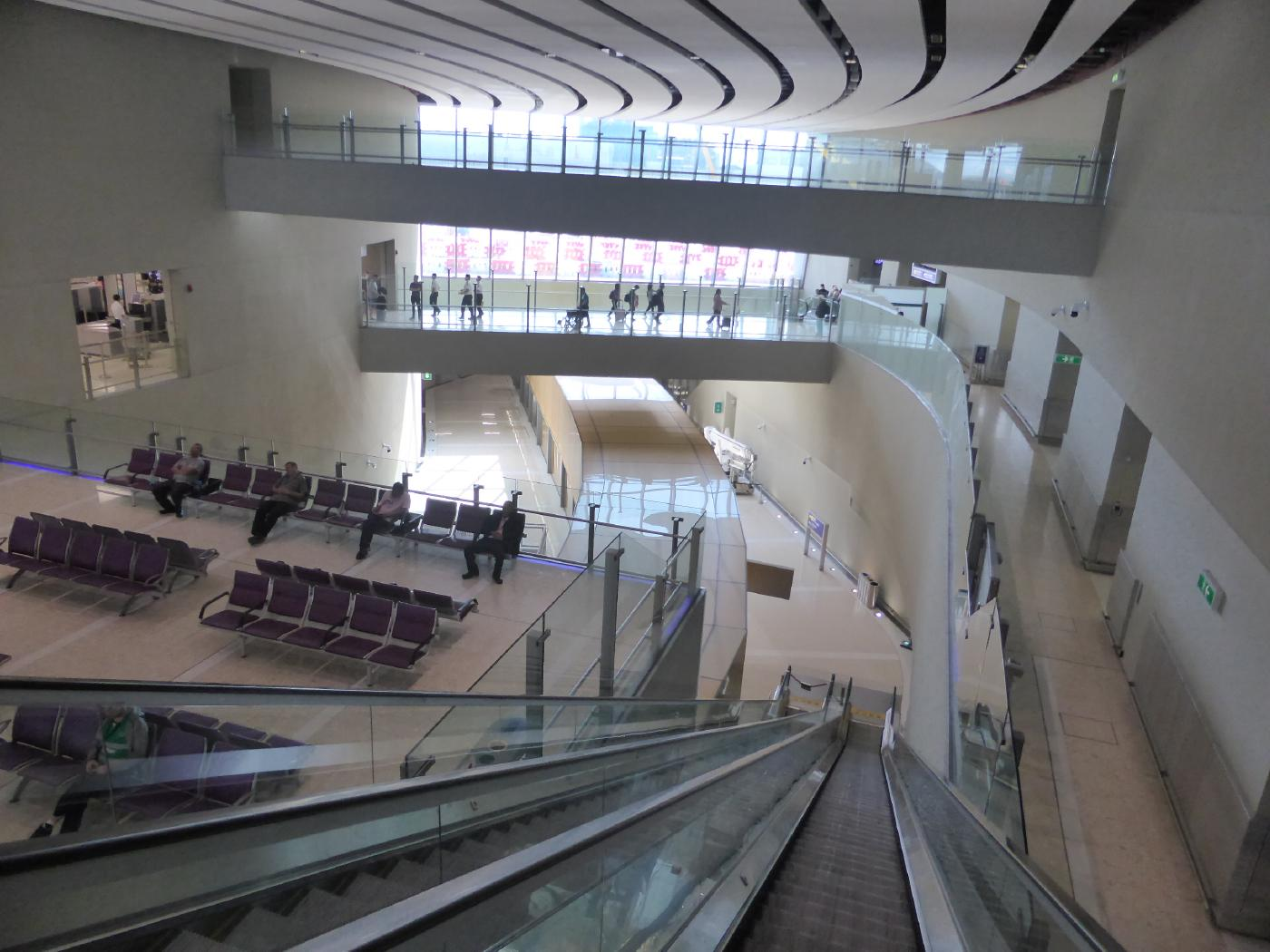
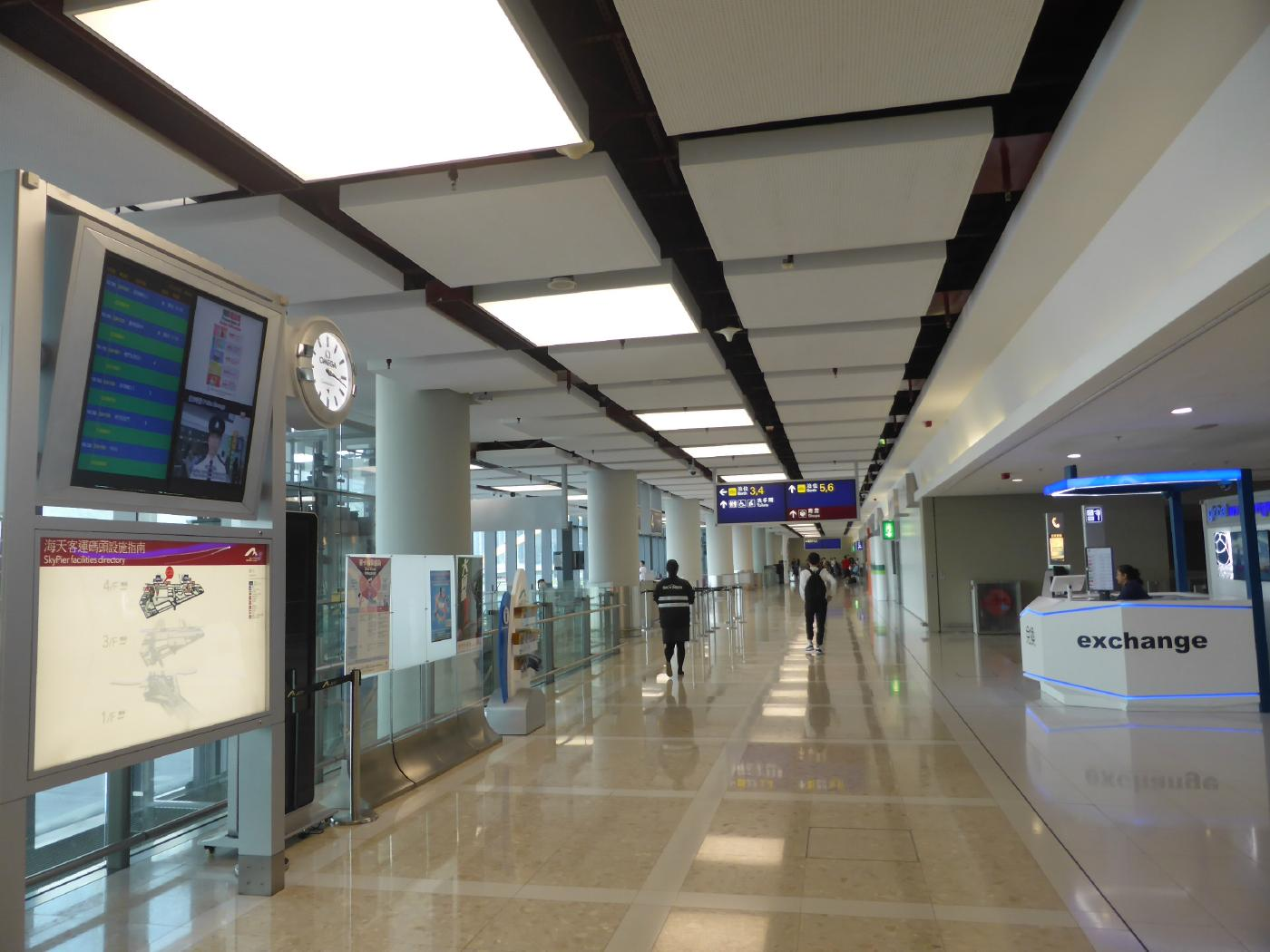
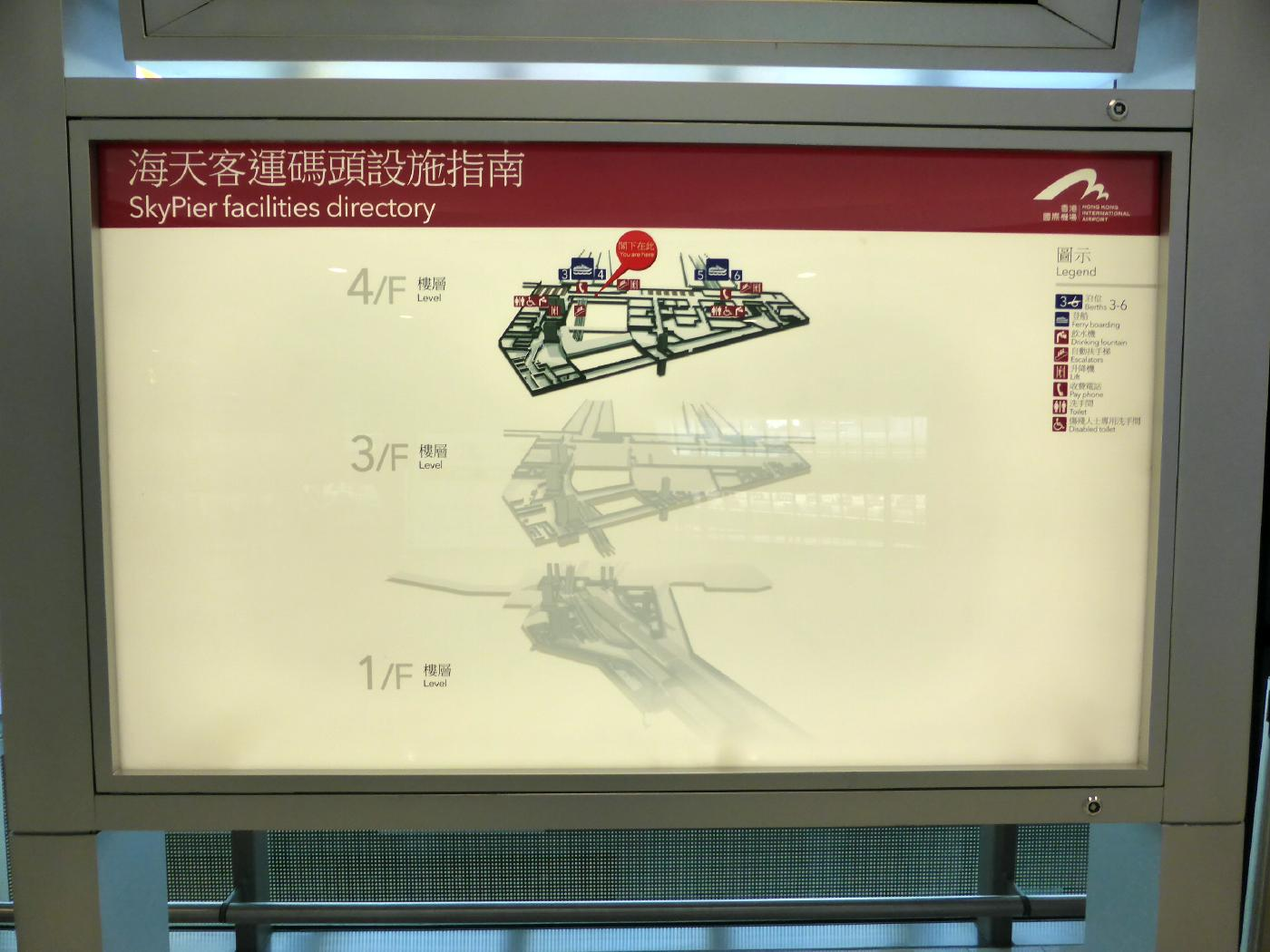
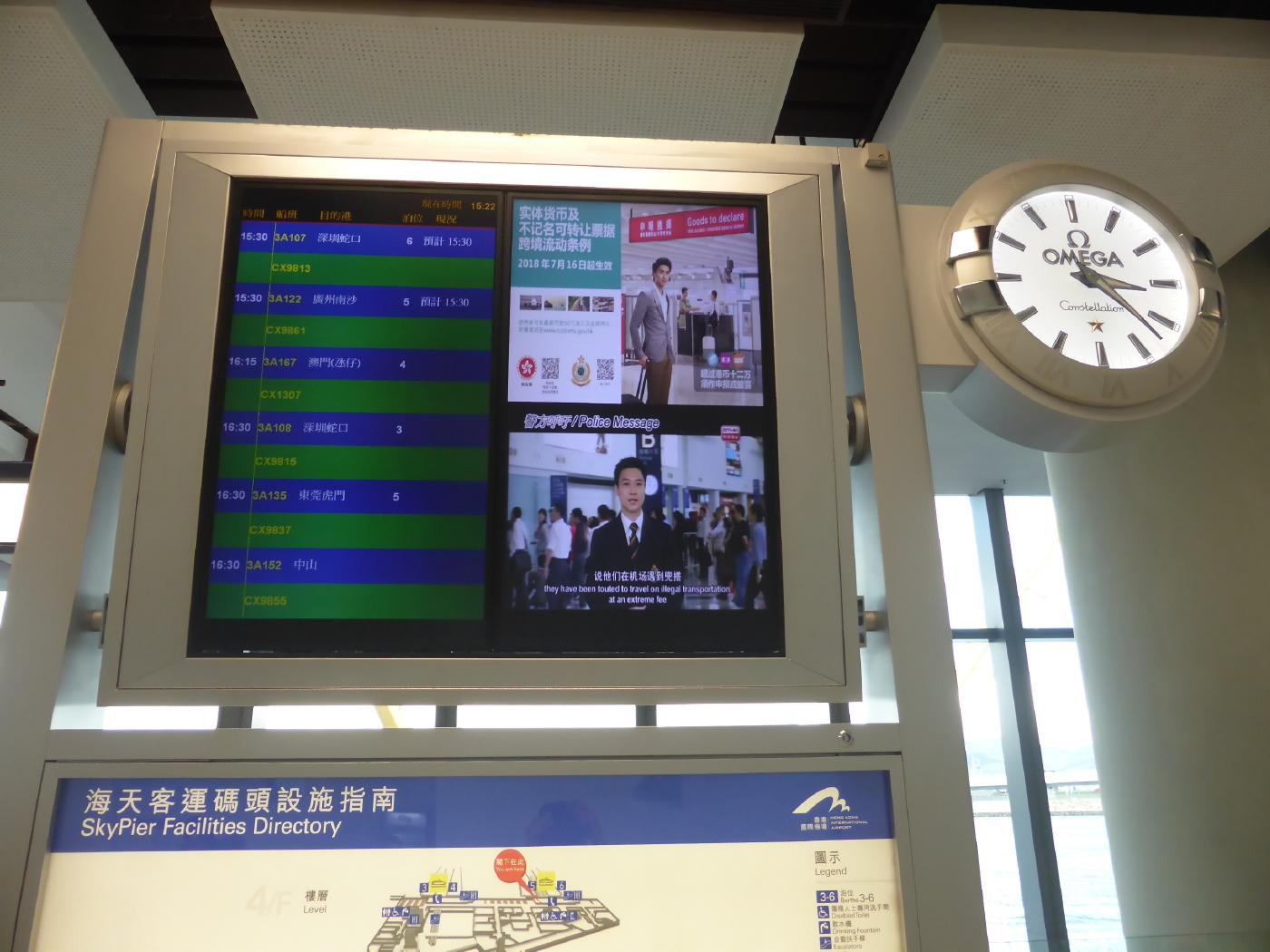
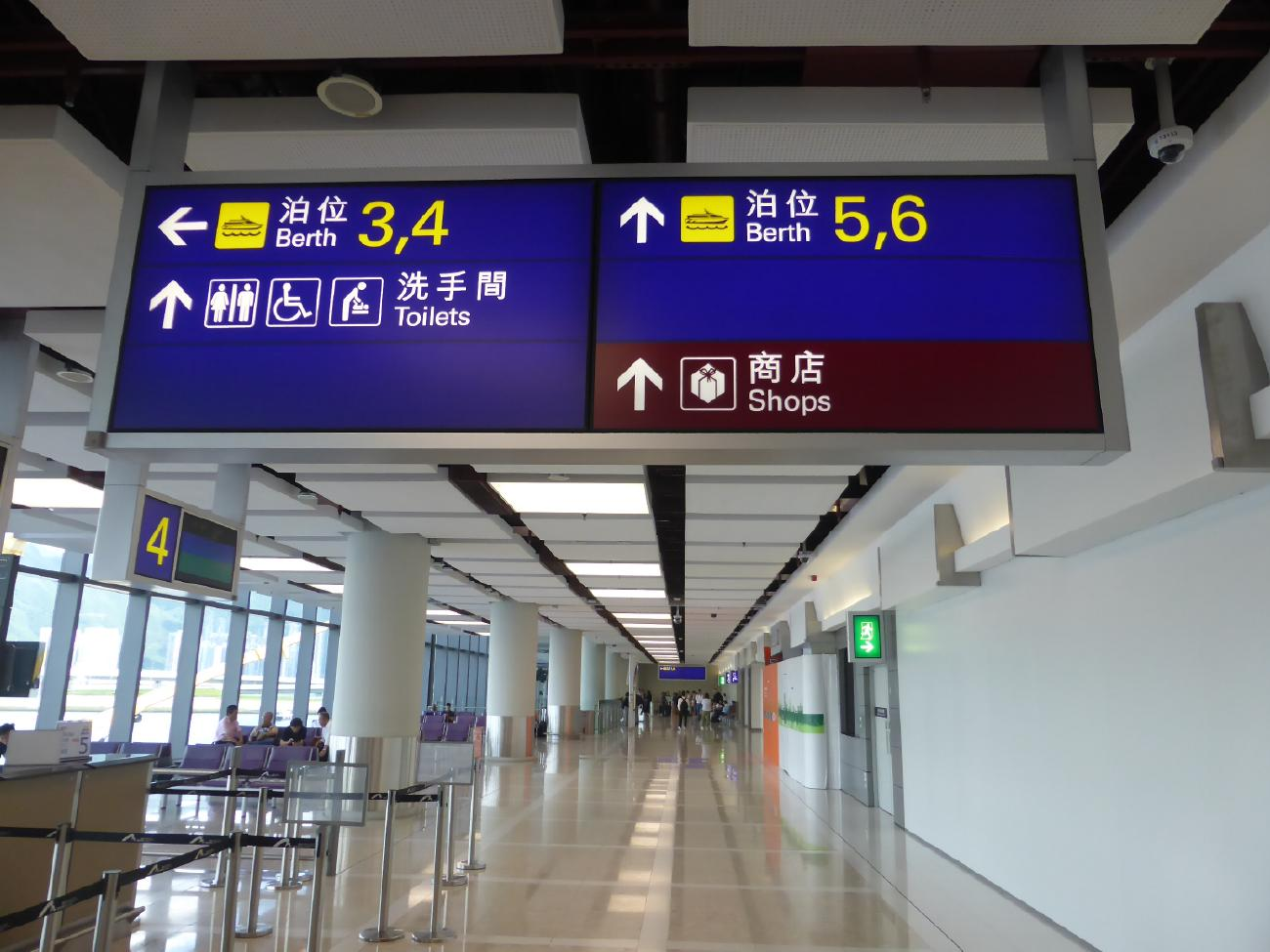
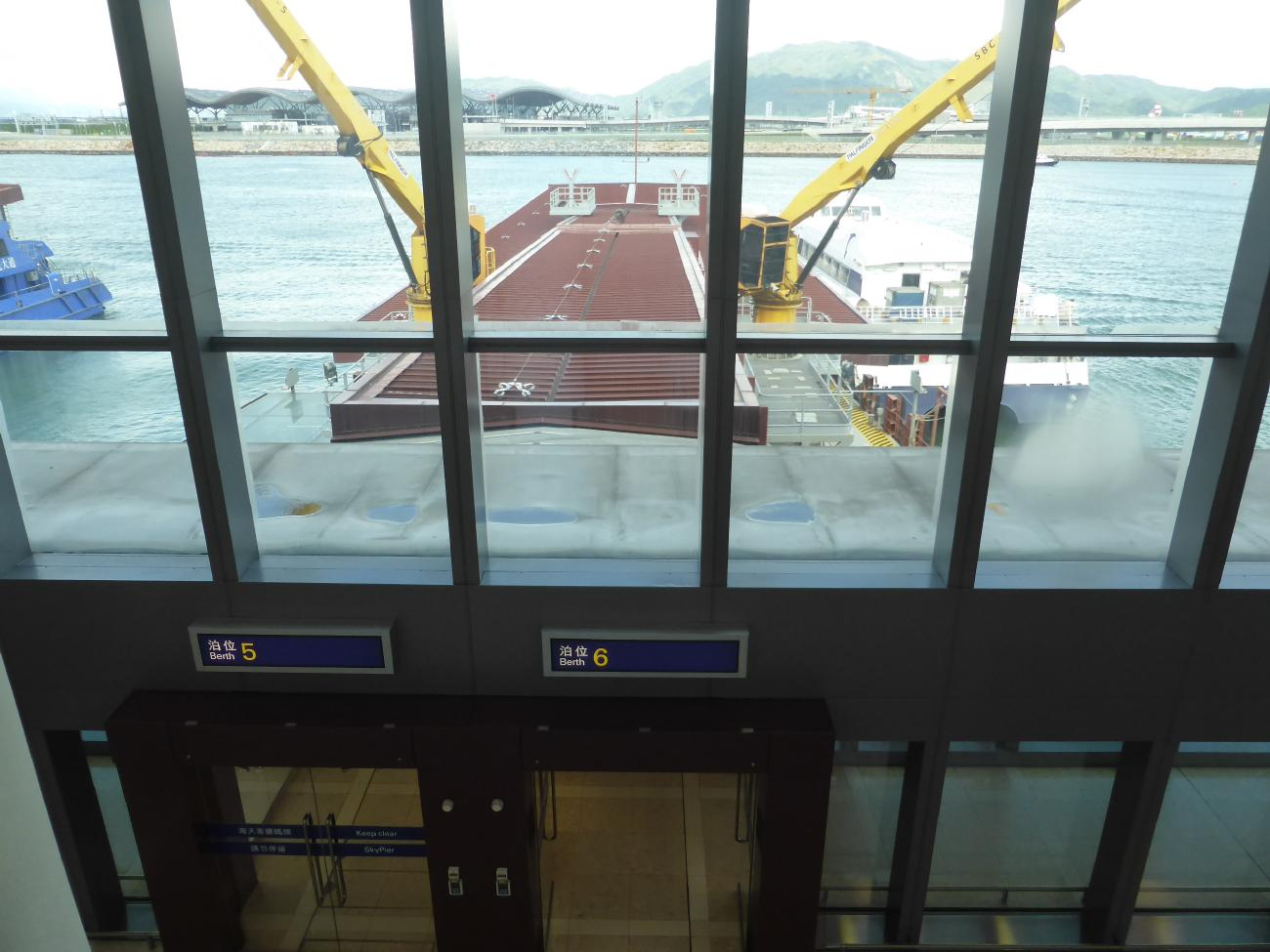
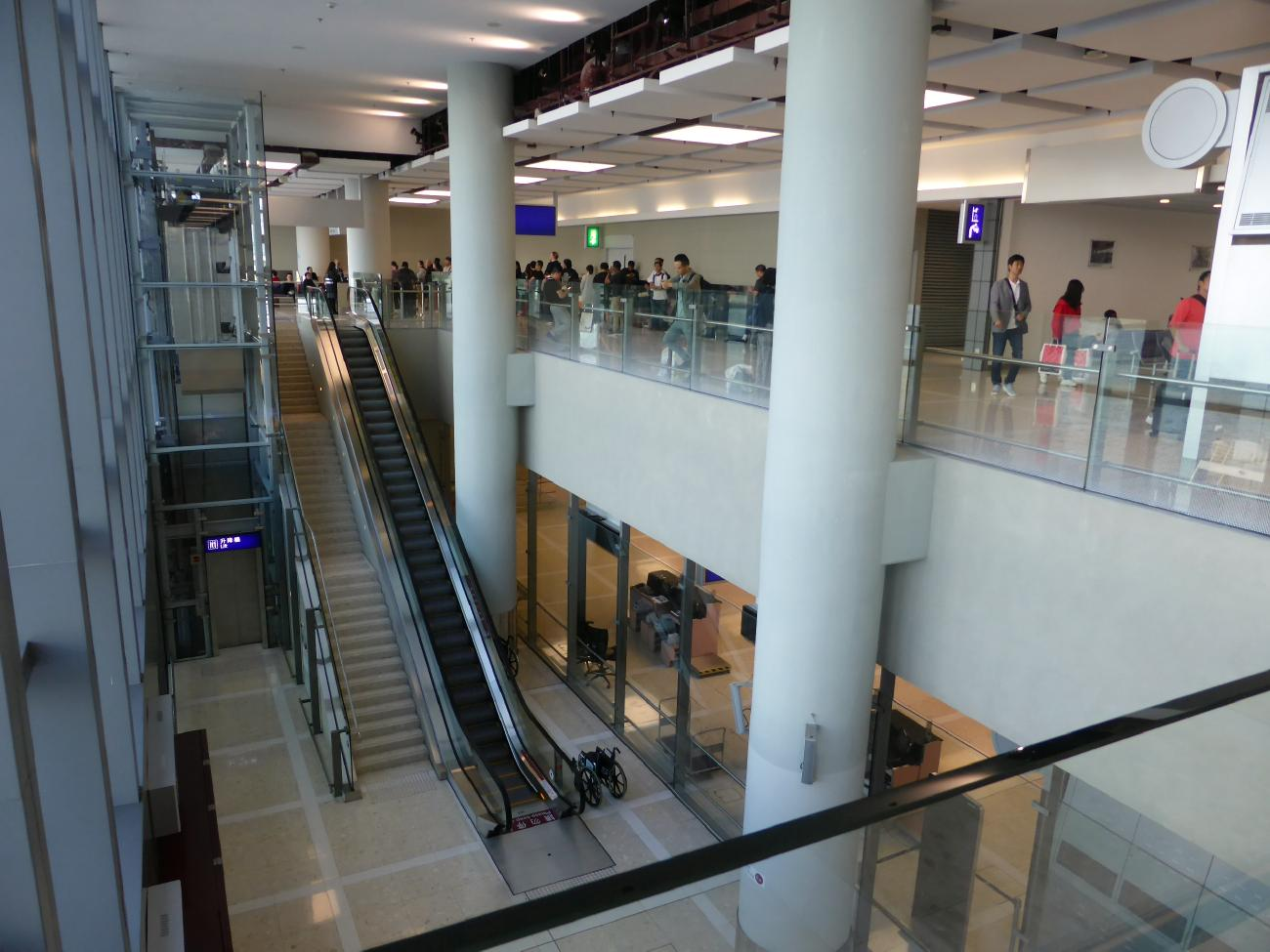
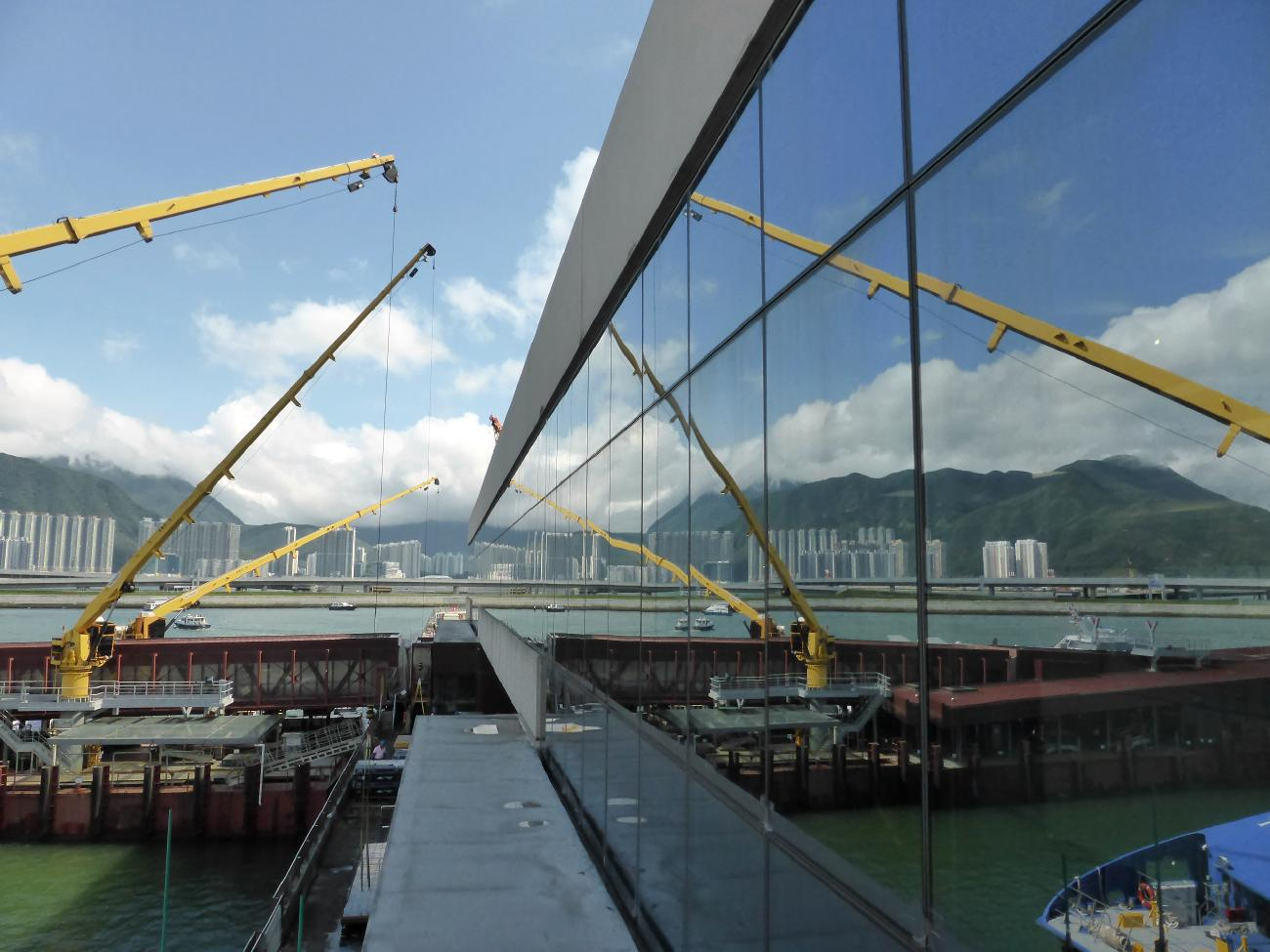
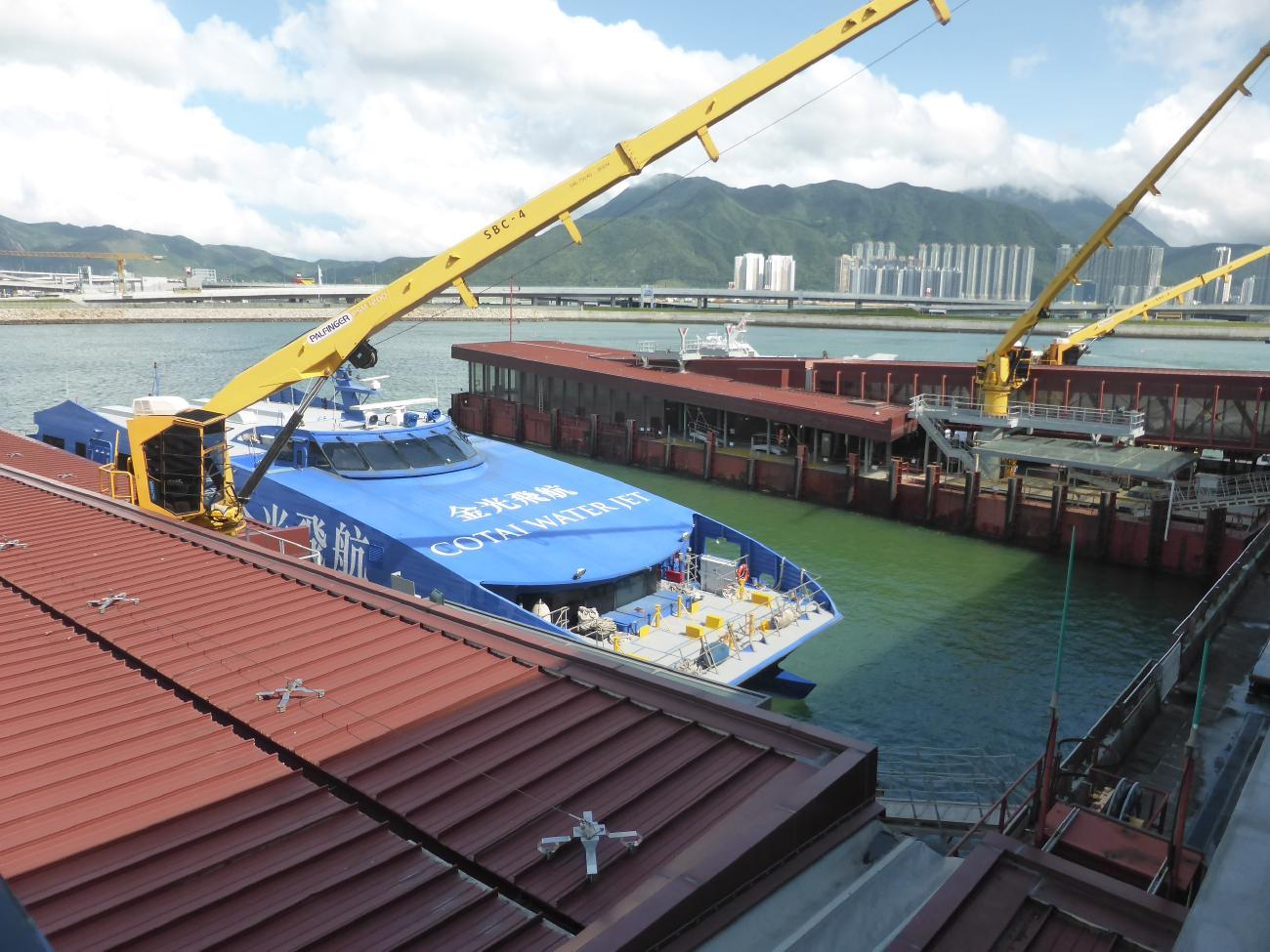
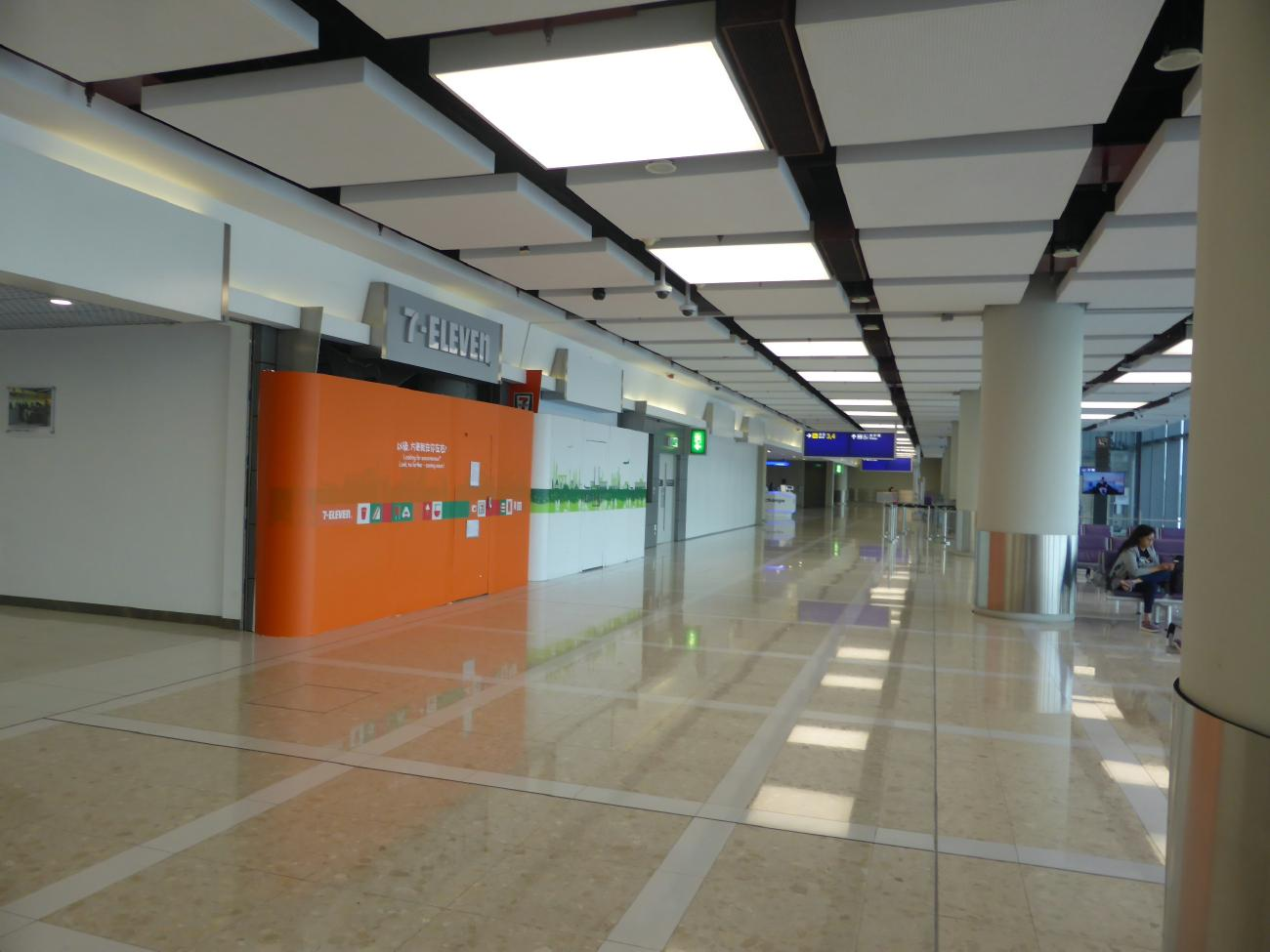
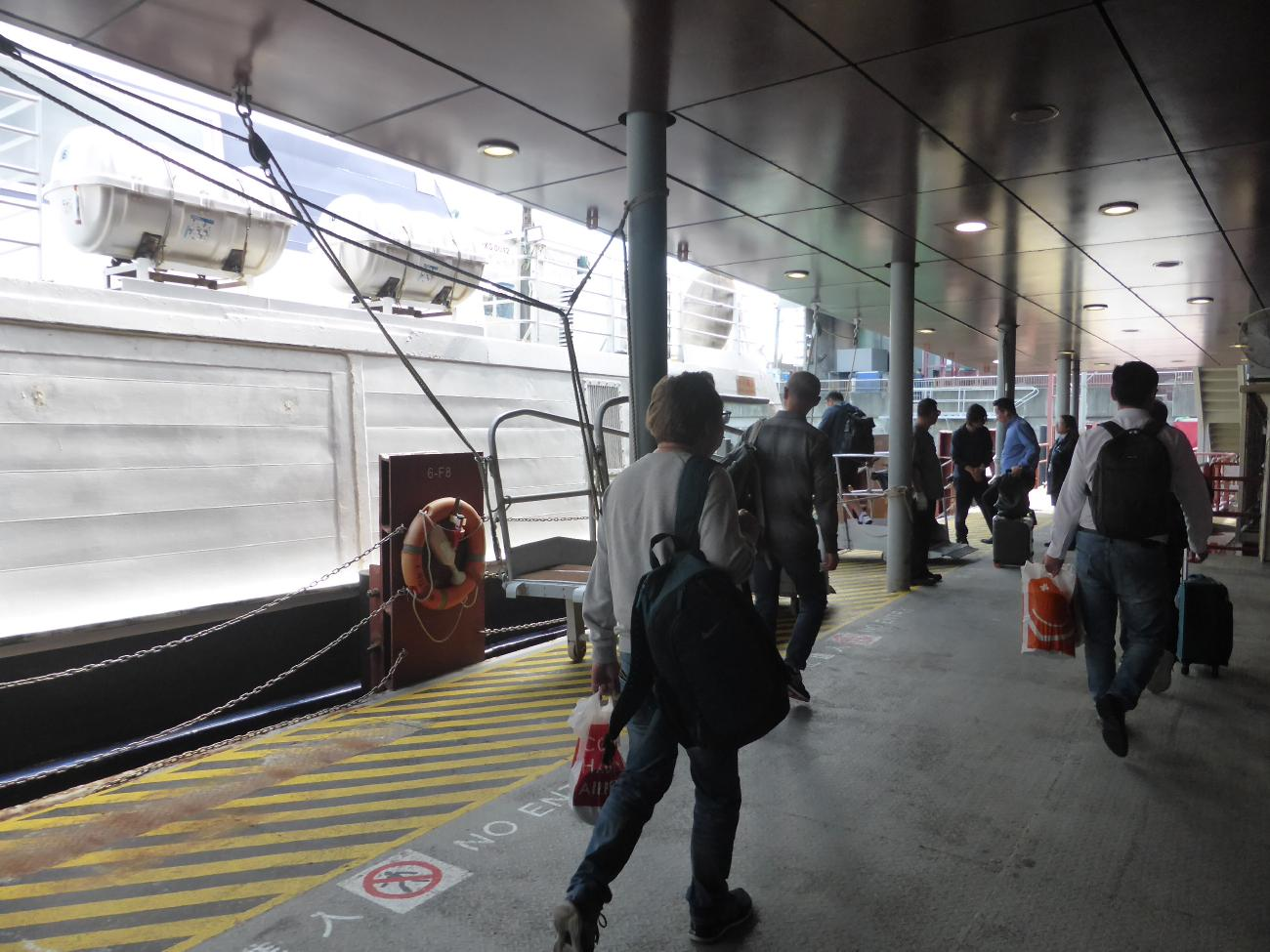
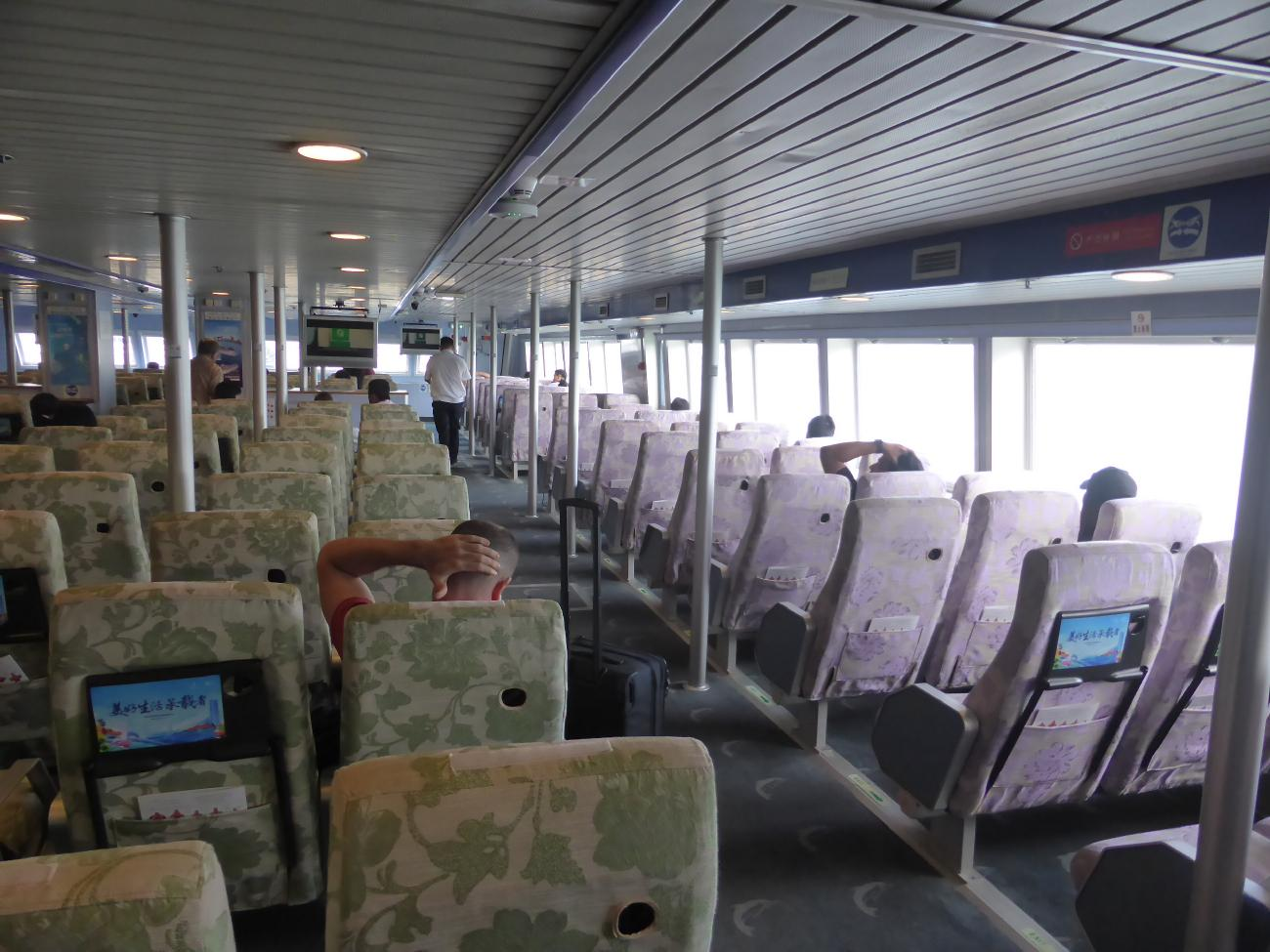
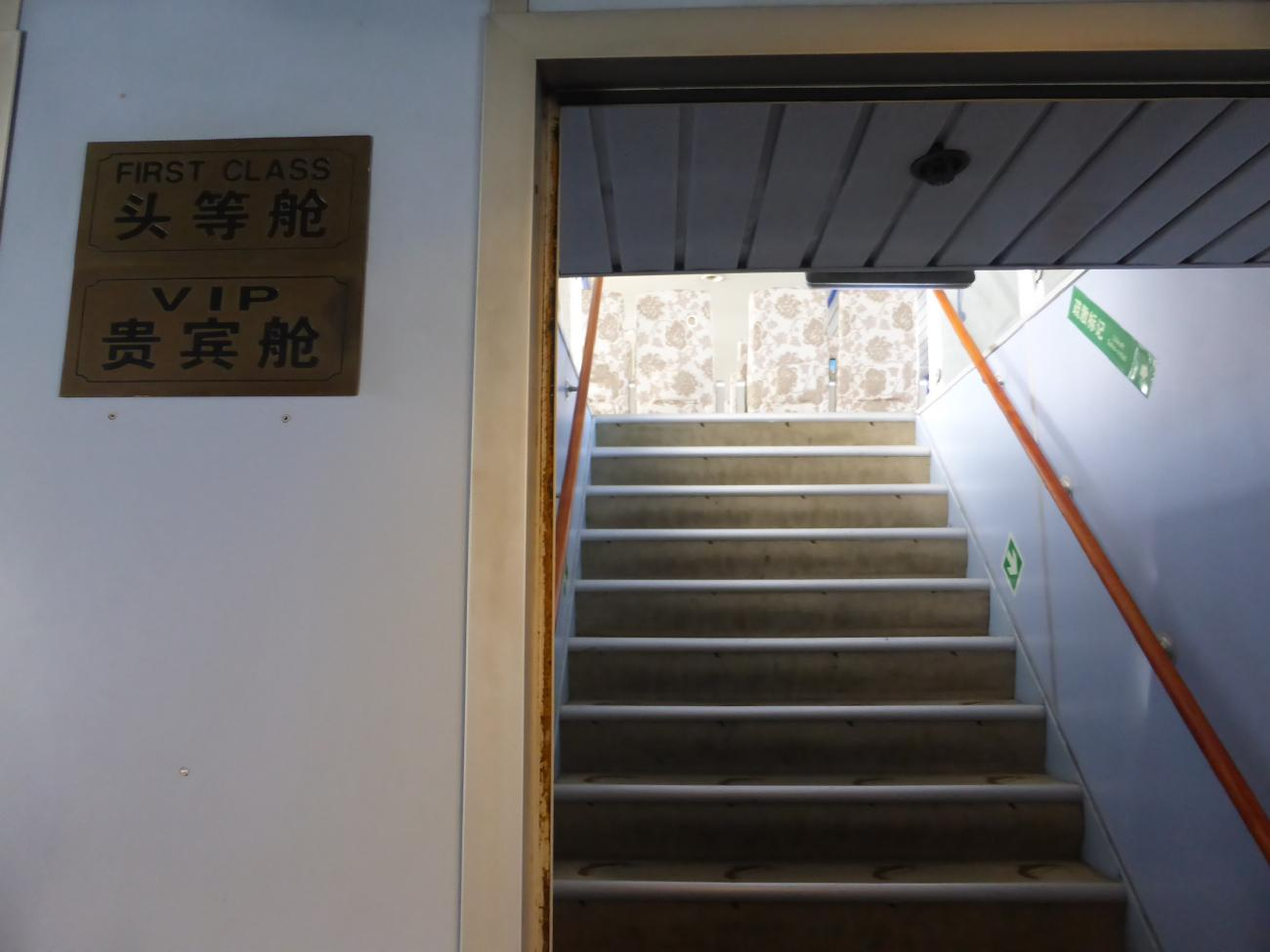
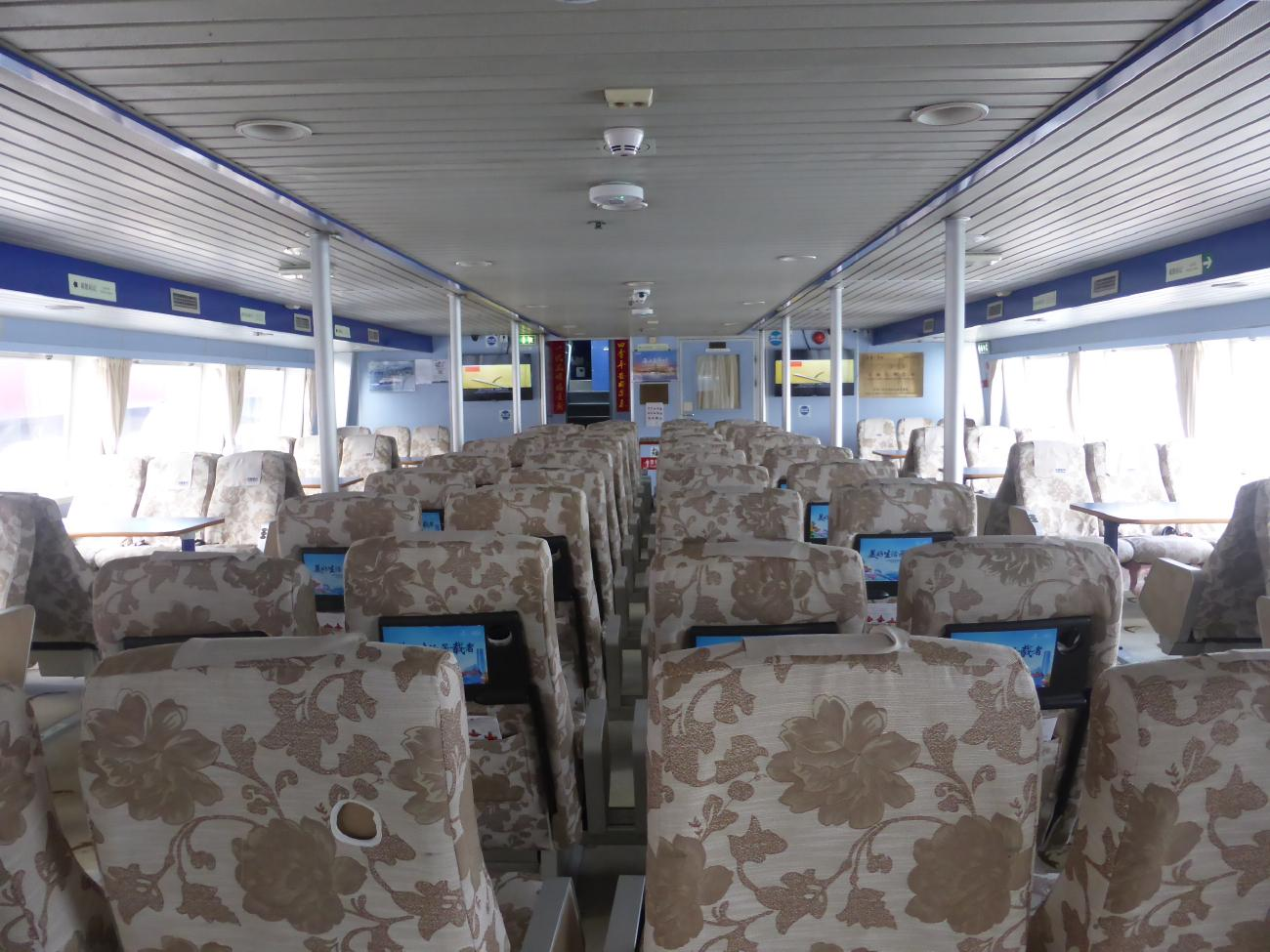
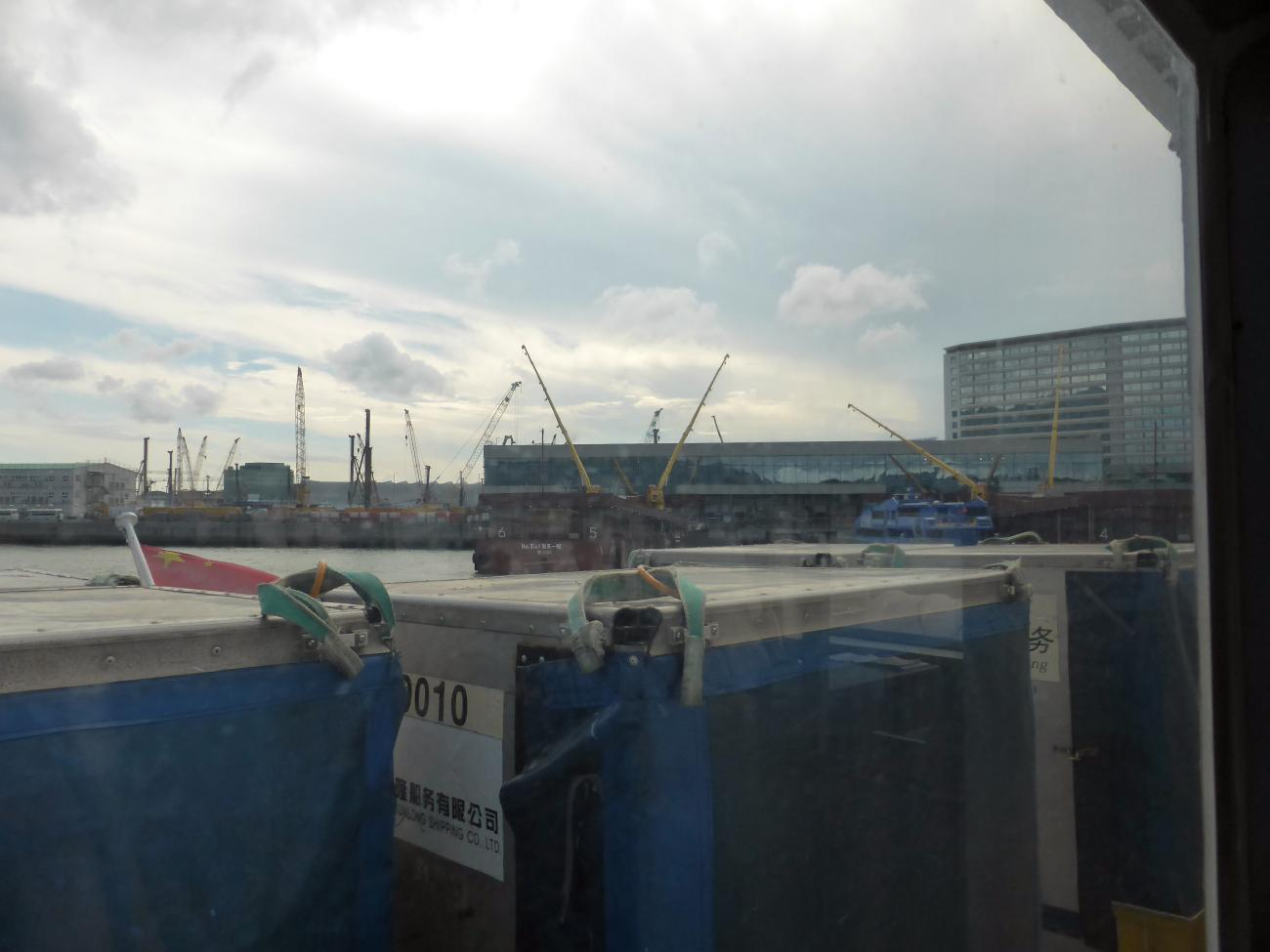